# Metro de São Paulo
El Metro de São Paulo (en portugués: Metrô de São Paulo), también conocido como Companhia do Metropolitano de São Paulo, es una de las empresas de transporte sobre rieles que operan la Red Metropolitana de Transporte de São Paulo de la ciudad brasileña de São Paulo, junto con la Compañía Paulista de Trenes Metropolitanos (CPTM) (en portugués: Companhia Paulista de Trens Metropolitanos) y con las empresas privadas ViaQuatro y ViaMobilidade.
Fundada en el día 24 de abril de 1968, la empresa es responsable por el planeamiento, proyecto y construcción (además de la operación de algunas de las líneas) del sistema de transporte metropolitano en la Región Metropolitana de São Paulo. Es una empresa de capital mixto, teniendo la mayor parte de su control accionario asociada al gobierno del São Paulo, estando a cargo de la Secretaría de Transportes Metropolitanos (STM).
Este metro es considerado el sistema más moderno de Latinoamérica, siendo también el primero en la región en tener estaciones con puertas de andén (2010), sistema CBTC para señalización (2010) y trenes con tecnología 100% automática y sin conductor nivel GoA4 (2010). Es, además, la red de metro que tiene la mayor cantidad de pasajeros transportados en América Latina, con una afluencia anual de 1,256 millones de personas en 2024. Debido a su alto índice de confianza, seguridad y regularidad, en 2012 fue elegido el mejor sistema de metro de América por The Metro Awards y en agosto de 2015, fue elegido como uno de los mejores sistemas de metro del mundo por el periódico estadounidense Business Insider, siendo el único sistema de Latinoamérica en pertenecer a la lista.
El metro está en operación y en expansión, con una alta capacidad y un sistema de interconexión para él transporte en masa en la región metropolitana. Operativo desde el 14 de septiembre de 1974, el sistema posee actualmente seis líneas: 1-Azul (Jabaquara - Tucuruvi), 2-Verde (Vila Prudente - Vila Madalena), 3-Roja (Corinthians-Itaquera - Palmeiras-Barra Funda), 4-Amarilla (Luz - Vila Sônia), 5-Lila (Capão Redondo - Chácara Klabin) y 15-Plata (Vila Prudente - Jardim Colonial). Diariamente el Metro transporta más de 5 millones de pasajeros. Su récord histórico de afluencia, 5,5 millones, tuvo lugar el 14 de noviembre de 2019.
Las líneas construidas por la Companhia do Metropolitano de São Paulo se complementan con las líneas operadas por la Companhia Paulista de Trens Metropolitanos (CPTM), Via Quatro y Via Mobilidade formando una sola red de transporte metropolitano que tiene trece líneas, transporta alrededor de ocho millones de pasajeros por día y con una extensión total de más de 380 km, la más larga de América Latina.

## Historia
El primer proyecto para un sistema de metropolitano en São Paulo fue en 1927: el Ingeniero Norman Wilson, de la empresa São Paulo Tramway, Light and Power Company, presentó al entonces prefecto de la ciudad, José Pires do Rio, un plan de transporte para reorganizar el sistema de buses y un proyecto para la implantación de un sistema de metro. La idea fue rechazada por la municipalidad, habiéndose desinteresado esta empresa por la gestión del sistema de transporte de la ciudad y abandonando el sistema de buses algunos años después.
En la década de 1940 surgieron algunos proyectos. El proyecto del prefecto Prestes Maia (primer proyecto elaborado por el gobierno) idealizó una red semejante al anillo viario propuesto por Mario Lopes Leão, utilizándose los viaductos Dona Paulina (inaugurado en 1948) y el Jacareí. El proyecto fue abandonado poco después. Lopes Leão presentó al Instituto de ingeniería de São Paulo una monografía titulada O Metropolitano em São Paulo, que proponía un sistema de metropolitano de cerca de 24 kilómetros de extensión, compuesto por líneas radiales partiendo desde el centro, conectadas entre sí por un anillo metro viario en la región central de São Paulo. A pesar de haber sido encomendado por la prefectura, el proyecto fue rechazado nuevamente. Luego, un proyecto del ingeniero Antônio Carlos Cardoso consistía en convertir la Estrada de Ferro da Cantareira (que había sido adquirida por la Estrada de Ferro Sorocabana en 1942) en metro — aprovechándose de hecho el plan de reformas promovido por el gobierno del estado para dicho camino, que estaba sufriendo en esa época —, además de la extensión de esa vía férrea de forma subterránea hasta la Praça da República. Ese proyecto también fue rechazado.) En 1948 dos proyectos más fueron rechazados, uno a cargo de la Compañía General de Ingeniería y otro del Régie Autonome des Transports Parisiens de París.
El Ingeniero estadounidense Robert Moses propuso una red de metro sobre las avenidas recién construidas en la administración de Prestes Maia, pero dicho proyecto no fue tenido muy en cuenta. En los mandatos de los prefectos Armando de Arruda Pereira y Vladimir Toledo Piza se lograron avances en la concepción del metro, con la creación de la Comisión del Metropolitano, coordinada por el ex prefecto en esa época, Prestes Maia. Esa comisión propuso un proyecto de una red radial de cien kilómetros de extensión, compuesta inicialmente por seis líneas, más tarde reducidas a tres: Santana-Santo Amaro, Penha-Lapa y una tercera conectando la Avenida do Estado con la estrada de Itapecerica. Este proyecto se volvió la base de uno de los proyectos siguientes de la red de metro. En la gestión de Toledo Piza se dio la primera competencia internacional para el Anteproyecto de un Sistema de Transporte Rápido Metropolitano, ganada por la constructora alemana Alweg. En 1957 Ademar de Barros fue elegido prefecto. Pero como no se logró el financiamiento por el BNDES para la línea Penha-Lapa, Ademar canceló la licitación de su antecesor y substituyó el proyecto de la comisión por uno nuevo, de una línea de cerca de quinientos metros entre las plazas João Mendes y De La República. Después de la abertura de una nueva licitación, el proyecto se convirtió en motivo de burla por parte de la prensa, siendo nombrado de "centímetro" y "milímetro" (después de una revisión del proyecto en 1959, que lo disminuyó para cerca de 140 metros de extensión). Finalizada esa polémica, la licitación fue nuevamente cancelada.

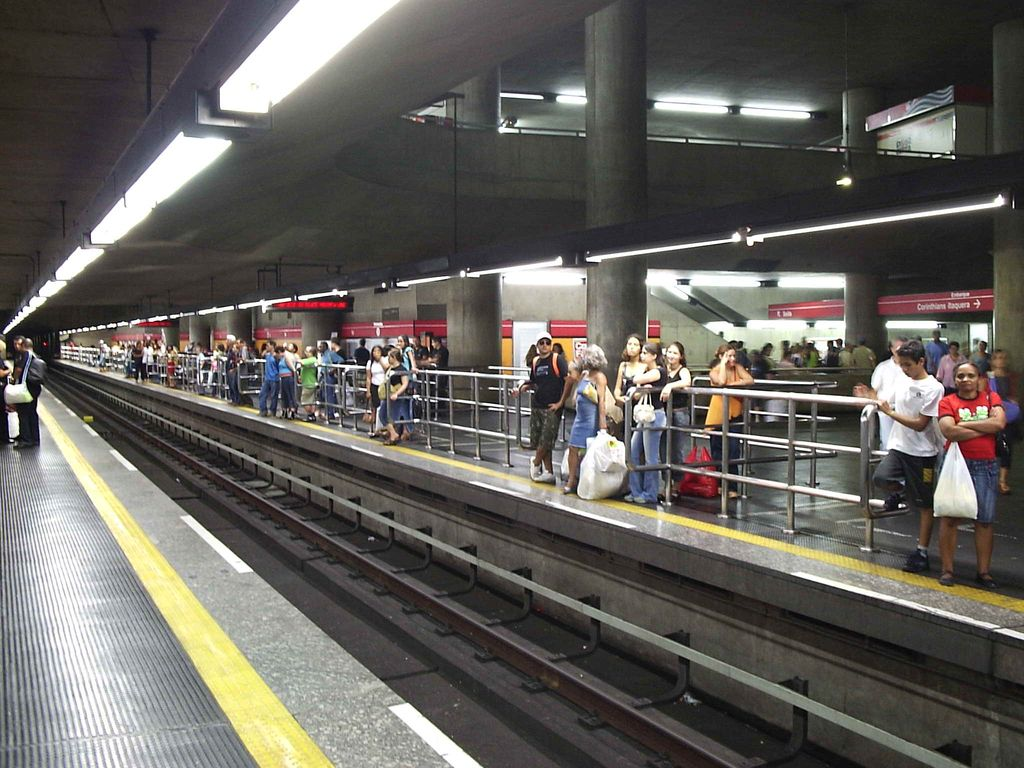
Estación Sé, la principal y con mayor movimiento del sistema.

A inicios de los años 1960 Prestes Maia volvió a la prefectura, y Ademar de Barros al gobierno del estado, y criaron el 13 de febrero de 1963 las comisiones estadual y municipal para los estudios de creación del metropolitano. Ademar destinó entonces cuatro millones de cruzeiros para el Metro. Con la instauración del régimen militar, en 1964, el proyecto del metro de São Paulo tuvo que esperar al año siguiente para ser retomado. El Brigadier Faria Lima asumió la prefectura de la ciudad en 1965 y consideró el proyecto del metro como una meta de su gestión. El 31 de agosto de 1966 fue formado el Grupo Ejecutivo del Metropolitano (GEM), que tenía como objetivo organizar una nueva licitación internacional para un estudio de viabilidad económico-financiera. Al mismo tiempo la cámara municipal aprobó la Ley N.º 6988, el 26 de diciembre de 1966, autorizando la creación de la Compañía del Metropolitano de São Paulo. En el año siguiente la licitación internacional fue ganada por el consorcio HMD (formado por las empresas alemanas Hochtief e DeConsult y por la brasileña Montreal), que inició estudios geológicos y sociales, proyectando una red básica de setenta kilómetros, dividida en cuatro líneas: Norte–Sur (Santana - Jabaquara), Noreste–Noroeste (Casa Verde - Vila María), Sudeste–Sudoeste (Jockey Club - Vía Anchieta) y Paulista (Paraíso - Consolação). Esta red tenía previsión para estar finalizada en 1978. En el año 1968, mientras el proyecto del metro avanzaba, el sistema de buses de São Paulo, luego de años de decadencia, fue desactivado el día 27 de marzo. El 24 de abril fue creada por la prefectura la Compañía del Metropolitano de São Paulo, que comenzaría con las obras de la línea Norte–Sur (Jabaquara - Santana) el 14 de diciembre de ese mismo año. Pero, por su alto costo, más tarde la Compañía del Metro fue tomada por el gobierno estadual, quedando afuera la prefectura de São Paulo más allá de sus acciones en dicha compañía.

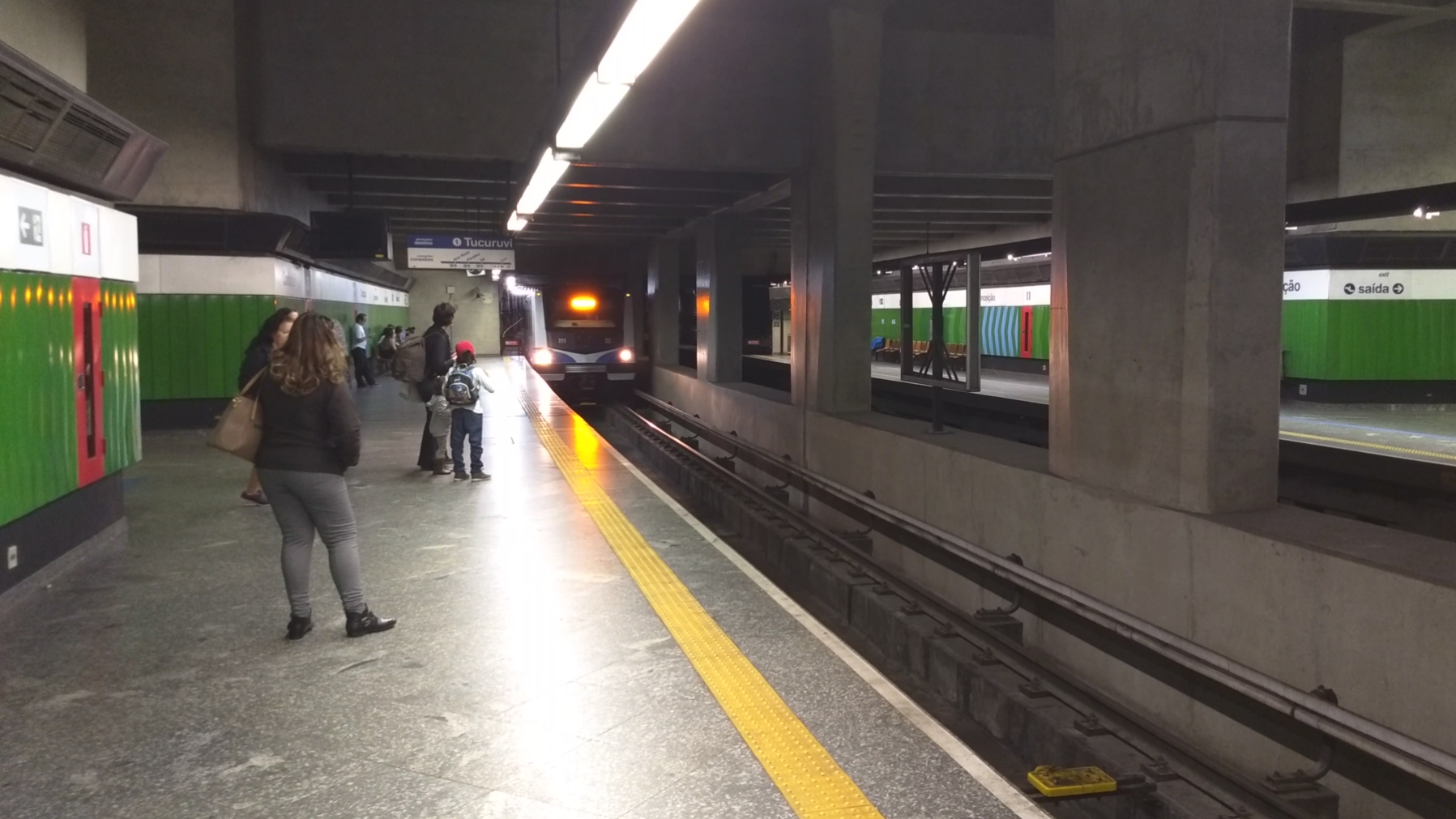
Estación Conceição, una de las primeras del sistema.

En 1972 el primer viaje de tren fue realizado, entre las estaciones Jabaquara y Saúde. El 14 de septiembre de 1974 el tramo Jabaquara - Vila Mariana comenzó a operar comercialmente, y en 1975 el proyecto de la Línea Norte–Sur fue finalizado, uniendo Jabaquara con Santana, hoy denominada Línea 1 - Azul. Después, en 1979, comenzó a operar el primer tramo (Sé ↔ Brás) de la Línea Este–Oeste — hoy conocida como Línea 3-Roja, finalizada en 1988.
En 1991 fue finalizado el primer tramo de la Línea 2 - Verde: Paraíso ↔ Consolação. En 1998, luego de algunas extensiones, la línea operaba entre Ana Rosa y Vila Madalena, la mayor extensión en el tramo oeste de la línea hasta el momento. También en 1998 fue concluida la extensión norte de la Línea 1 hasta Tucuruvi lo que completa la línea, según la planificación actual. En 2002 fue inaugurado el tramo inicial de la Línea 5-Lila, predominantemente elevado, operando en el tramo Largo Treze ↔ Capão Redondo.
En la década del 2000 esta línea fue expandida gradualmente para el este, habiendo llegado a la Estación Alto do Ipiranga en 2007, a la Estación Sacomã el 30 de enero de 2010 y a la Estación Vila Prudente el 21 de agosto del mismo año. Para fines del 2010 está prevista la inauguración de una estación más en esta línea. El día 25 de mayo de 2010 se dio la inauguración de la Línea 4-Amarilla, estando aun incompleta, con el inicio de sus operaciones entre dos estaciones: Faria Lima ↔ Paulista; el 28 de marzo de 2011 fue inaugurada la estación Butantã y el 16 de mayo siguiente la estación Pinheiros con su conexión con la línea esmeralda. La inauguración de las primeras conexiones de la extensión de la Línea 5 en dirección nordeste está prevista para 2018, cuando esta llegará a las estaciones Santa Cruz (conexión con Línea 1 - Azul) y Chácara Klabin (conexión con Línea 2 - Verde).
En enero del 2010 fue inaugurada la Estación Sacomã, la primera en América Latina en tener puertas de andén.
Inaugurada en mayo de 2010, la Línea 4 se convirtió en la línea más moderna y principal del sistema. Una de sus características más notables, y una primicia en América Latina, fue la implementación de trenes autónomos (sin conductor).

## Sistema

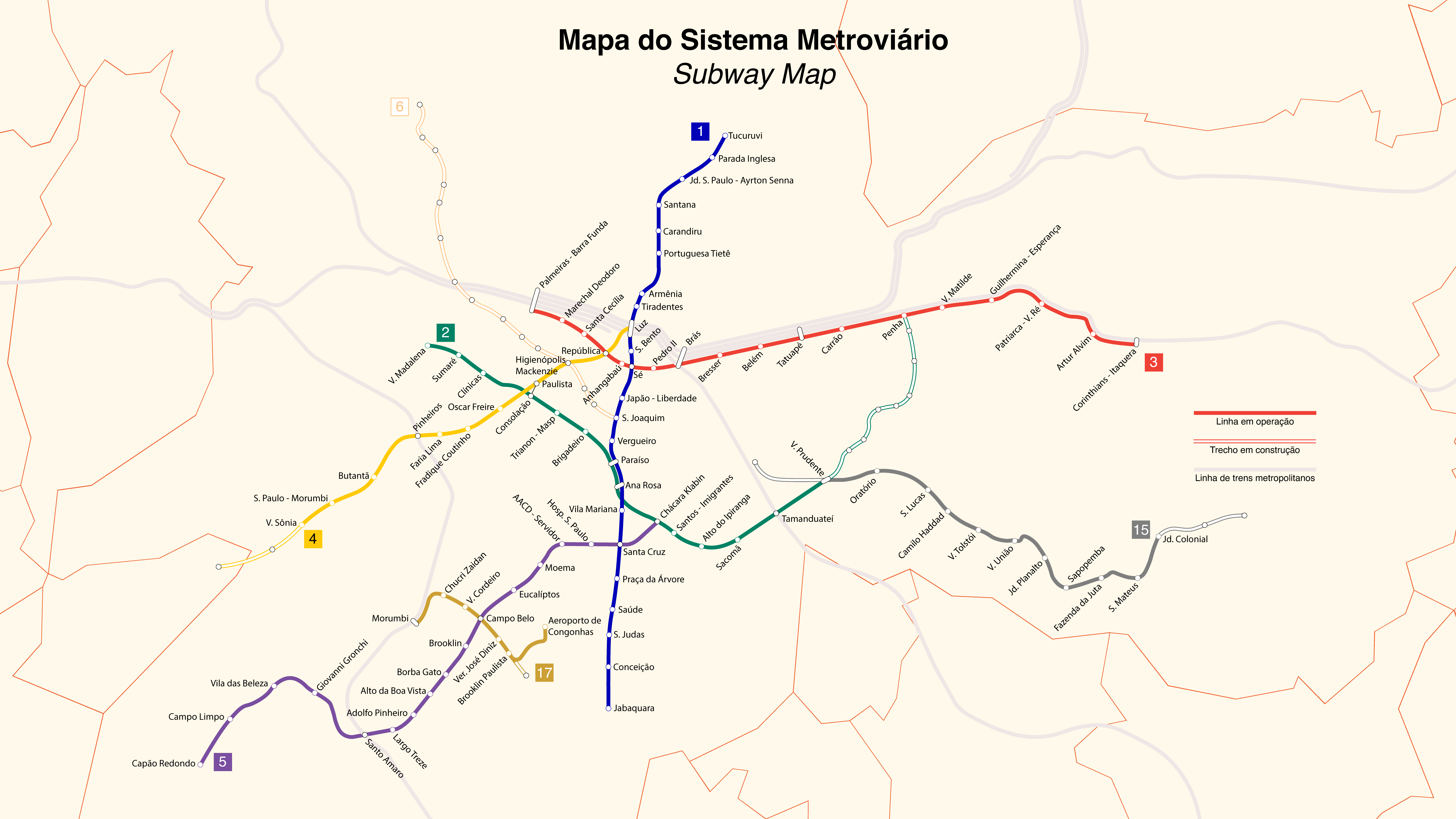
Diagrama actual de la Red de Metro

El sistema de metro de São Paulo está compuesto por seis líneas identificadas con números y colores: Línea 1-Azul, Línea 2-Verde, Línea 3-Roja, Línea 4-Amarilla , Línea 5-Lila y Línea 15-Plata. El sistema de metro transporta más de 5 millones de pasajeros por día. Otra empresa, la Compañía Paulista de Trenes Metropolitanos (CPTM), atiende 23 de los 39 municipios que componen la Región Metropolitana de São Paulo, con líneas de transporte ferroviario pesado suburbano, que suman siete líneas (7, 8, 9, 10, 11, 12 y 13), totalizando 273 kilómetros de extensión, que sirven a 94 estaciones y transportan 2.8 millones de pasajeros por día. El Metropolitano y la red CPTM están integrados por medio de varias estaciones. La red CPTM y el Metro operan como empresas estatales y recibieron premios en los últimos años como uno de los sistemas más limpios del mundo según la norma ISO 9001.

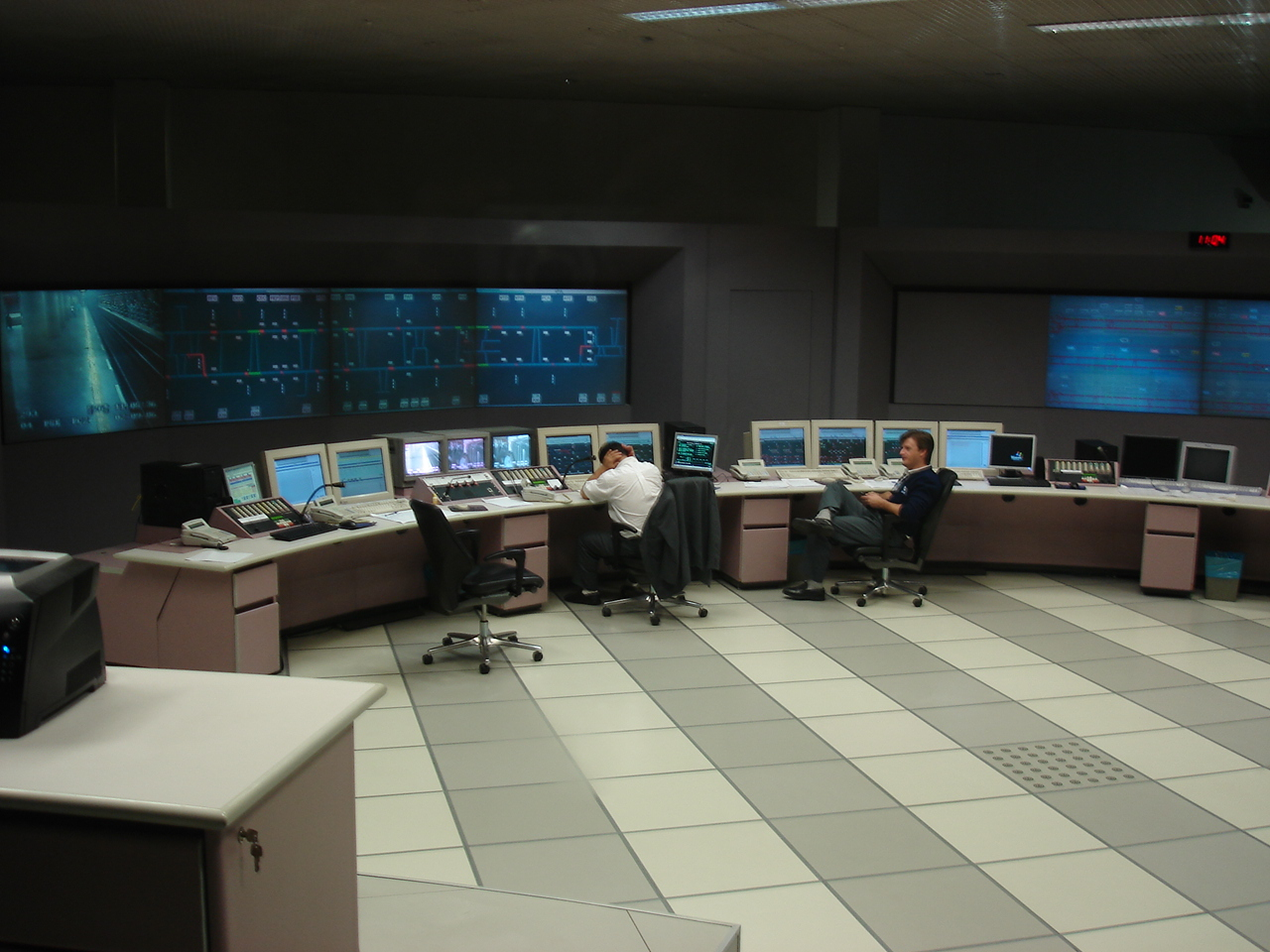
"Sala Negra", en el Centro de Control Operativo. En este local es realizado el monitoreo das Líneas 1-Azul, 2-Verde y 3-Roja

La primera línea, Norte–Sur, más tarde rebautizada a "Línea Azul" o "Línea 1-Azul", fue inaugurada el 18 de septiembre de 1972, con una operación experimental entre las estaciones Saúde y Jabaquara. Las operaciones comerciales comenzaron el 14 de septiembre de 1974, después de un período de ocho años, que comenzó en 1966, sobre la administración del prefecto José Vicente Faria Lima. La expansión del sistema de metro incluye nuevas líneas. A partir de finales del 2004, la construcción comenzó con un billón de dólares, 12,8 kilómetros de la (Línea 4 - Amarilla), con once estaciones, destinadas para transportar casi un millón de personas por día. En ese mismo año la Línea 2 también comenzó a ser ampliada, con nuevas estaciones abiertas en 2006, en 2007 y 2010.
Una expansión de 11,4 kilómetros de la Línea 5 y la construcción de una línea hasta el Aeropuerto Internacional de São Paulo-Guarulhos, la Línea 13 de CPTM, fueron completados recientemente. Los planes de expansión de la red también incluyen la actualización del sistema ferroviario pesado de la red CPTM, lo que irá a agregar capacidad de varios millones de pasajeros en el sistema. Se esperaba que el Metro de São Paulo y los sistemas de la red CPTM llevasen juntos cerca de siete millones de personas por día en una semana normal para 2014 — hoy son 8,3 millones de personas por día, siendo 5,3 millones por el Metro y tres millones por la red CPTM. Esto lo hace la red de transporte con mayor movimiento en Brasil y Latinoamérica. Las estaciones de metro funcionan desde las 4h40 hasta las 0 horas. En 2019 la tarifa de acceso costaba 4,30 reales. En 2006 el sistema de metro de São Paulo comenzó a utilizar una tarjeta inteligente denominada "Billete Único". Con este billete, usado como una tarjeta inteligente recargable, el pasajero puede pagar hasta tres ómnibus y un viaje de metro o de tren suburbano dentro de tres horas, pagando 7,48 reales, o cuatro ómnibus pagando 4,30 reales.

### Línea 1 - Azul
La primera línea de metro instalada en São Paulo, uniendo las regiones Norte con la región Sur, desde Santana hasta Jabaquara, fue basado en estudios de viabilidad que fueron realizados por el consorcio alemán HMD (Hochtief-Montreal-Deconsult). Los arquitectos brasileños del equipo HMD, que fueron dirigidos por Marcello Fragelli, desarrollaron los proyectos del concepto básico, así como los proyectos ejecutivos. Dos métodos de construcción fueron aplicados en las estaciones de la Línea 1-Azul: túneles y elevados. Además de estos métodos, máquinas de excavación de túneles con escudos fueron usadas para la construcción de las secciones de la pista. Hay dos tipos de arquitectura que se pueden notar en los proyectos para la Línea 1-Azul, uno para las estaciones de metro e otro para las estaciones elevadas. Las estaciones fueron concebidas como reales "cavernas", siendo conectadas con la superficie solamente en las entradas, sin ninguna ventilación natural o iluminación. Con el objetivo de evitar un exceso de semejanza entre las estaciones, una diversidad de formas geométricas fueron escogidas para la loza superior de cobertura de cada estación, lo que constituyó un diseño de coberturas diversificadas. La fijación de placas metálicas esmaltadas como revestimiento de las paredes a lo largo de las plataformas, era la manera de individualizar cada estación con diferentes formas geométricas cada una, permitiendo su identificación inmediata. Para la concepción de las estaciones elevadas, que están ubicadas en el tramo norte de la Línea 1-Azul, las potencialidades estructúrales y plásticas del concreto fueron aprovechadas, a fin de integrar estéticamente las estructuras necesarias para el apoyo de espacio transitable con los otros espacios de la estación, tales como salas técnicas y operativas, accesos y vías de pasaje para el sistema de tránsito de vehículos.

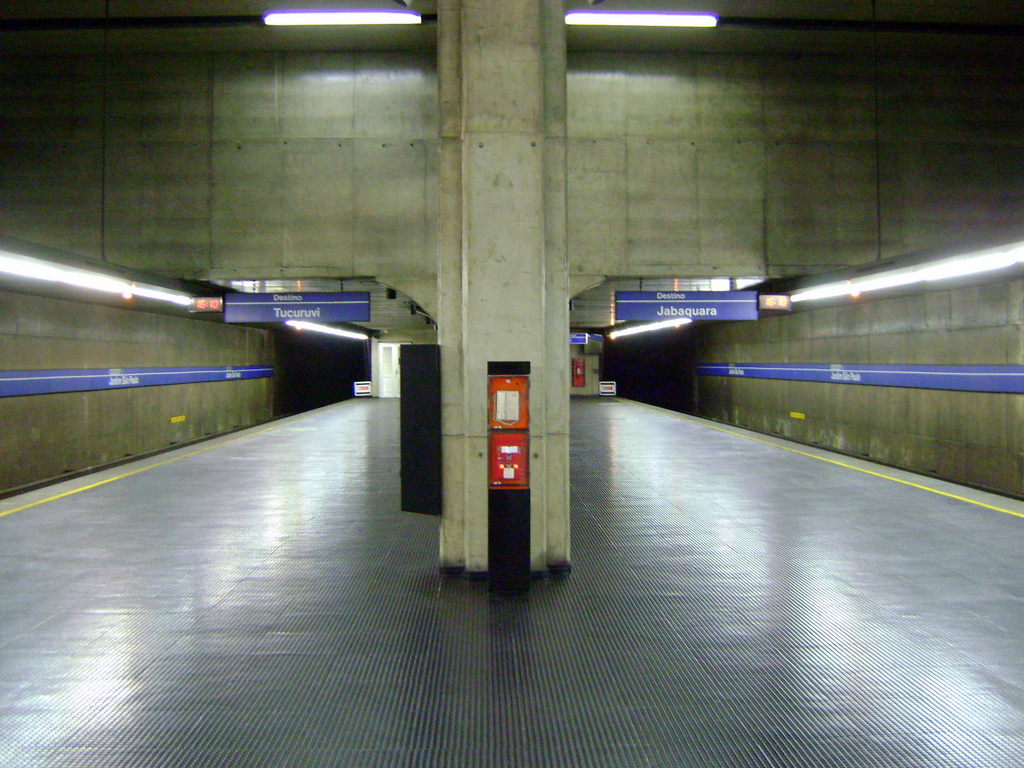
Estación Jardim São Paulo.

Las terminales de ómnibus fueron creadas con la finalidad de permitir una transferencia perfectamente segura, rápida y confortable del sistema para los usuarios del metro y de las diferentes líneas de ómnibus, además de ser caracterizadas por su funcionalidad y adecuada inserción en el tejido urbano. Entre estos proyectos, la Terminal de Ómnibus de Vila Mariana se destaca. La Estación Sé fue inaugurada en 1978 y ofrece la conexión entre las líneas 1-Azul y 3-Roja del metro. Esta es la estación más grande de toda la red, siendo capaz de distribuir cien mil pasajeros por hora. Muy diferente de las otras estaciones de esta línea, el proyecto arquitectónico implementado en esta estación crea una mejor integración del área con los espacios subterráneos a través de la abertura de una enorme claraboya en el centro de la misma, permitiendo así el acceso de luz natural y del aire proveniente de la Plaza Sé para la plataforma de la Línea 1-Azul, el más bajo de los niveles inferiores de esta estación.
La prolongación de la Línea 1-Azul sucedió en 1998, con la inauguración de las estaciones Jardim São Paulo, Parada Inglesa y Tucuruvi. Los proyectos de estas estaciones fueron construidas, respectivamente, por túneles, elevadas y superficie, y la característica del layout de cada una depende del método de construcción aprobado, en el que la distribución espacial de la estación Parada Inglesa, es notable, con sus aberturas para la superficie y los jardines, a nivel suelo, donde están ubicadas las ventanillas de billetes y los molinetes de acceso. La arquitecta Meire Gonçalves Selli creó el proyecto arquitectónico de la estación Jardim São Paulo, y la misma fue entregada el 23 de octubre del 2000, en la II Bienal Íbero-Americana de Arquitectura e Ingeniería Civil de Madrid.

### Línea 2 - Verde

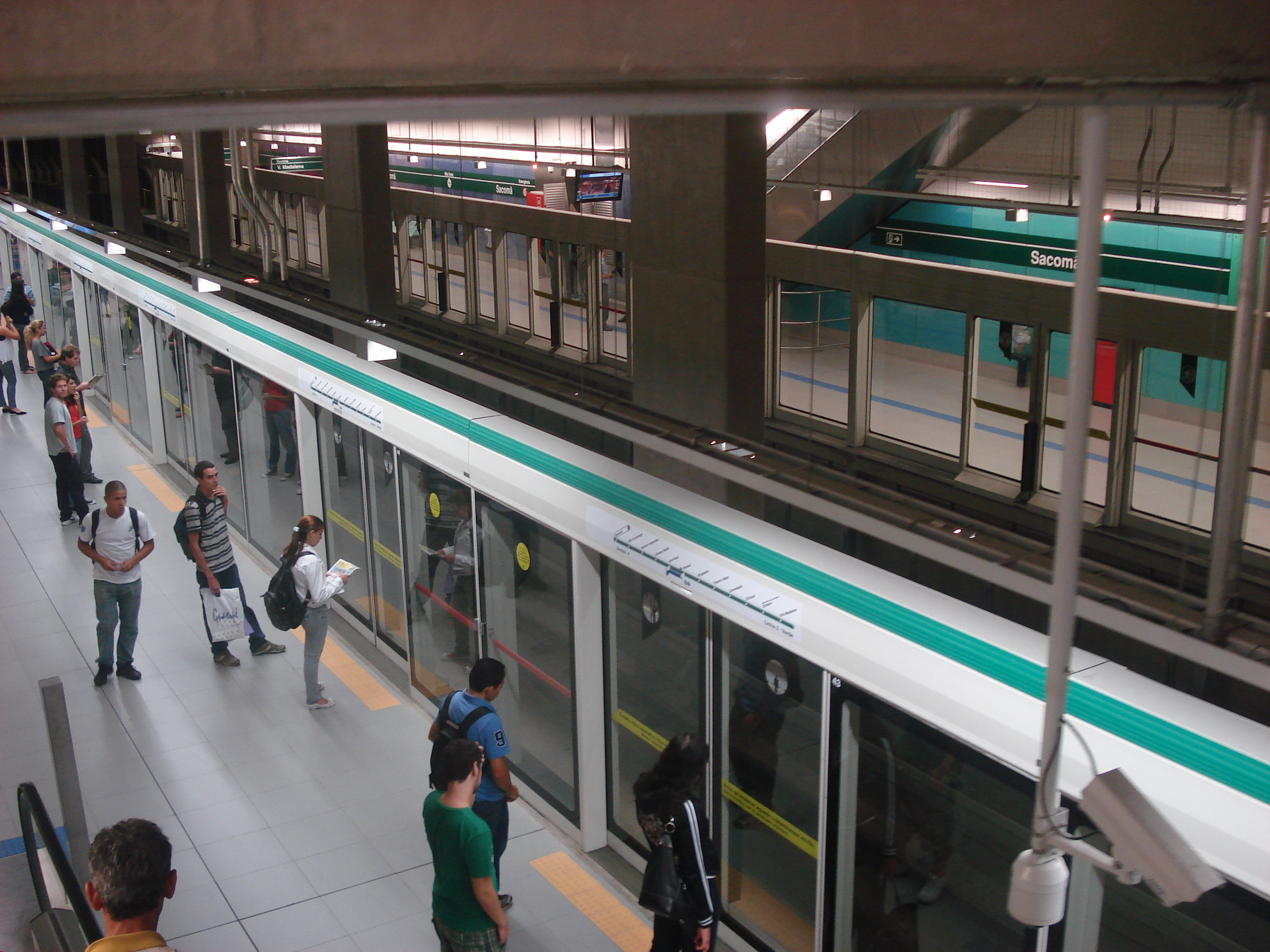
Estación Sacomã.

Como parte del trayecto que atraviesa el área de la Avenida Paulista, los conceptos de intervención realizados por el Metro fueron destinados a reducir las perturbaciones en el tránsito local y de peatones, así como el impacto ambiental y urbanístico causado por las apropiaciones en esa vasta áream con los mayores valores inmobiliarios de la ciudad. En este contexto, el proyecto arquitectónico fue el factor catalizador para concretar nuevas ideas y la aplicación de la nueva tecnología de construcción usada en la Línea 2-Verde. Las estaciones Trianon-Masp y Brigadeiro por mencionar algunas, tienen en un sistema de dos plataformas, para una mejor accesibilidad a las estaciones subterráneas, logrando una reducción significativa en las excavaciones. En la elaboración de los proyectos que se destinan a mejorar estos inconvenientes, tanto la estética como la forma, y los métodos de construcción utilizados, crean espacios funcionales con un diseño de mucha belleza. A través de la adopción de grandes aberturas en la superficie y la instalación de enrejados y gradas de ventilación al nivel de la calzada, el sistema de ventilación fue simplificado y las torres de ventilación que caracterizan la Línea 1-Azul fueron eliminadas.

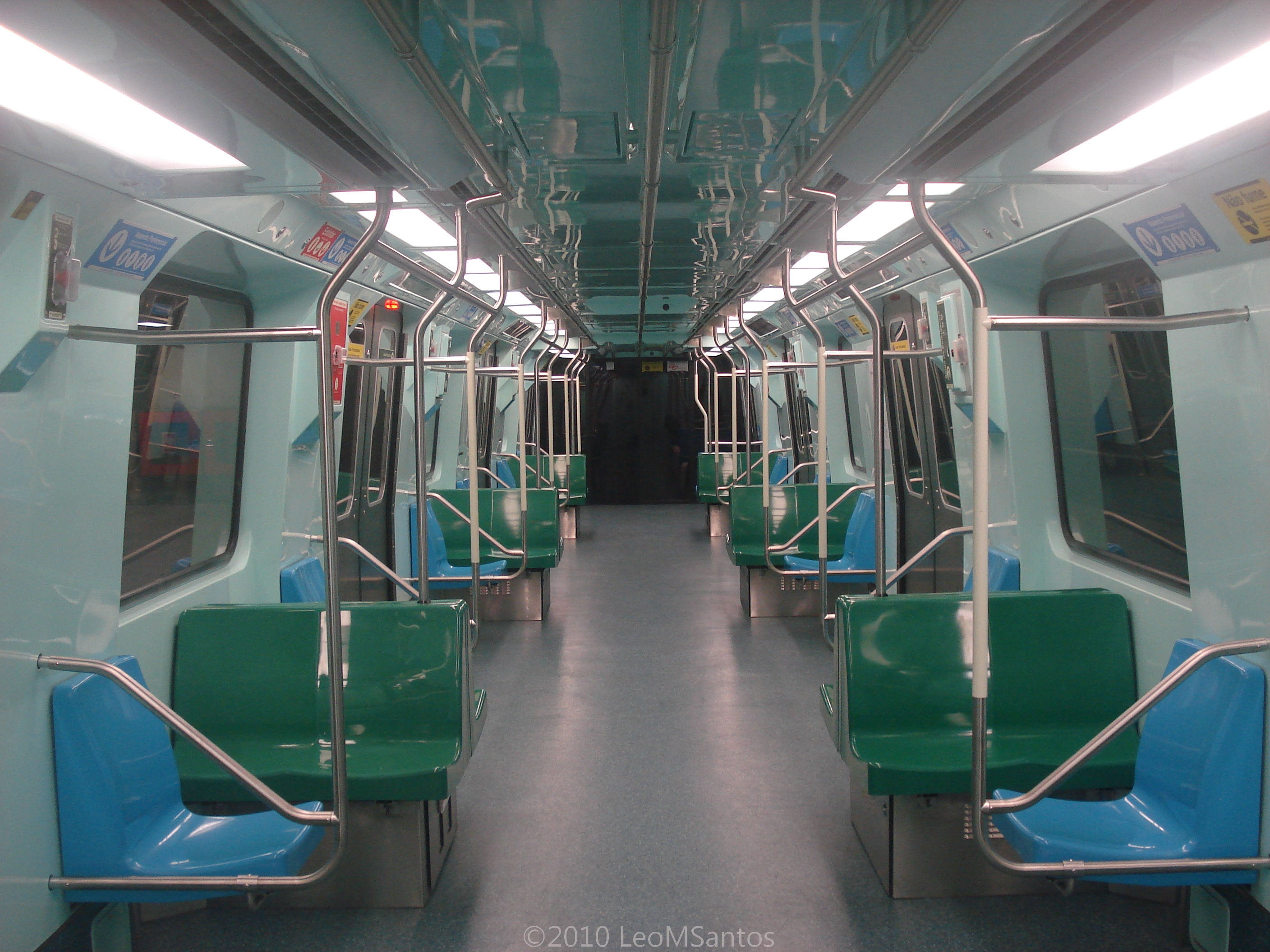
Vista interna de uno de los trenes.

El método usado en la calzada permitió la abertura de grandes salas bajo el nivel de la Avenida Paulista, en donde las ventanillas de billetes y los molinetes de acceso fueron ubicados, la organización del espacio y la distribución del flujo de pasajeros. Con el objetivo de crear un ambiente más agradable en el interior de las estaciones de metro, para la Línea 2-Verde diversos materiales y comunicación visual fueron utilizados en formas que fueron definidas por el método de construcción aplicado. Dentro de este concepto, los estudios cromáticos fueron realizados para la utilización de los colores de los pisos, revestimientos y forros que serían luego elementos de identificación de las estaciones.
Con esto, el color cerámica de acabado en concreto rompió con el predominio del color ceniza dentro de las estaciones. También los límites máximos de las estaciones recibieron máscaras alternadas de colores cálidos y fríos. Muy diferente a la utilización del granito en la Línea 1-Azul, el piso de granito en la Línea 2-Verde tiene un color diferente para cada estación, resultando en la individualización y valorización de los sitios concebidos. En el proyecto de iluminación, diferentes intensidades de luz fueron escogidas, elevando el valor de las formas estructurales y los elementos arquitectónicos, sin reducir los principios de seguridad y comodidad que están siempre presentes en las construcciones del metro. Obras de arte con características permanentes fueron introducidas, para aumentar tanto el valor de las salas internas así como el perfeccionamiento cultural de los usuarios del Metro.
Dentro de los planes de expansión de esta línea, el 10 de enero del 2010, se inauguró la Estación Sacomã con algunas novedades tecnológicas en el sistema de metro. Entre estas novedades, se destacan las puertas asistidas transparentes utilizadas en las plataformas, que posibilitan el embarque a los trenes. Dicho sistema ya ha sido implementado en varios sistemas de metro en Europa y Estados Unidos. Es la primera implementación de este mecanismo en Latinoamérica. Este sistema disminuye el riesgo de accidentes, ya que los usuarios dejan de tener acceso a las vías. Otro de los avances tecnológicos, es el reemplazo de los tradicionales molinetes de acero, por puertas de vidrio automatizadas en los puntos de acceso de esta terminal, también implementación pionera en Latinoamérica. Para las estaciones Vila Prudente, Tamanduateí y todas las estaciones de la Línea 4-Amarilla, también se está utilizando esta tecnología.

### Línea 3 - Roja

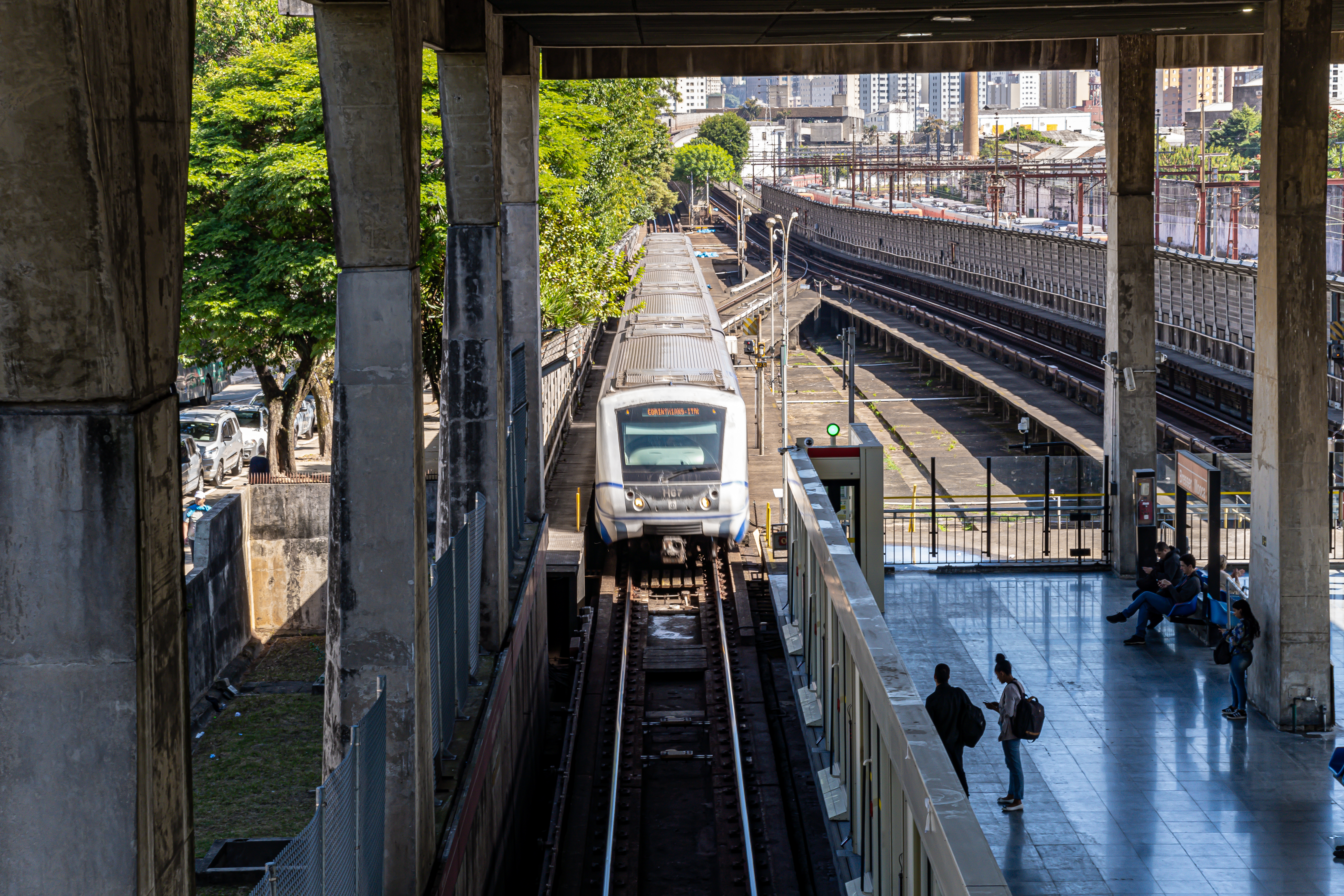
Tren en la Línea 3.

Para la Línea 3-Roja, como en el caso de la Línea 1-Azul, una política muy osada en relación con las interferencias urbanas fue aprobada. Construcciones de obras relacionadas con las medidas de planeamiento urbano fueron realizadas en las plazas Sé y en República, en las Plazas Memória, en Arouche y en Santa Cecília, en la región centro de la ciudad, además de la implementación de una gran Terminal Multimodal de Pasajeros y la construcción del Memorial de América Latina, en la Zona Oeste de la ciudad. Durante el proyecto de la Línea 3-Roja, se pretendió realizar la integración efectiva entre los espacios internos de las estaciones de metro y del área urbana a través de la utilización de grandes aberturas que permiten el pasaje de aire y luz natural de la superficie para los niveles más bajos de las estaciones.
Con la adopción de este concepto, el diseño arquitectónico de la Línea 3-Roja permitió la reducción en el número de torres de ventilación y equipamientos de ventilación electromecánica, los cuales fueron ampliamente aplicados en la Línea 1-Azul. Entonces, soluciones más simples y más económicas fueron implementadas y espacios con mejor calidad ambiental y comodidad fueron creados. La característica básica del concepto de arquitectura aprobado para los proyectos de las estaciones de superficie de la Línea 3-Roja es la innovación de los materiales de cobertura utilizados. Está constituida por tejas de triangulación metálica, que permitió la cobertura de grandes distancias, reduciendo significativamente los costos y las condiciones de las obras de construcción.

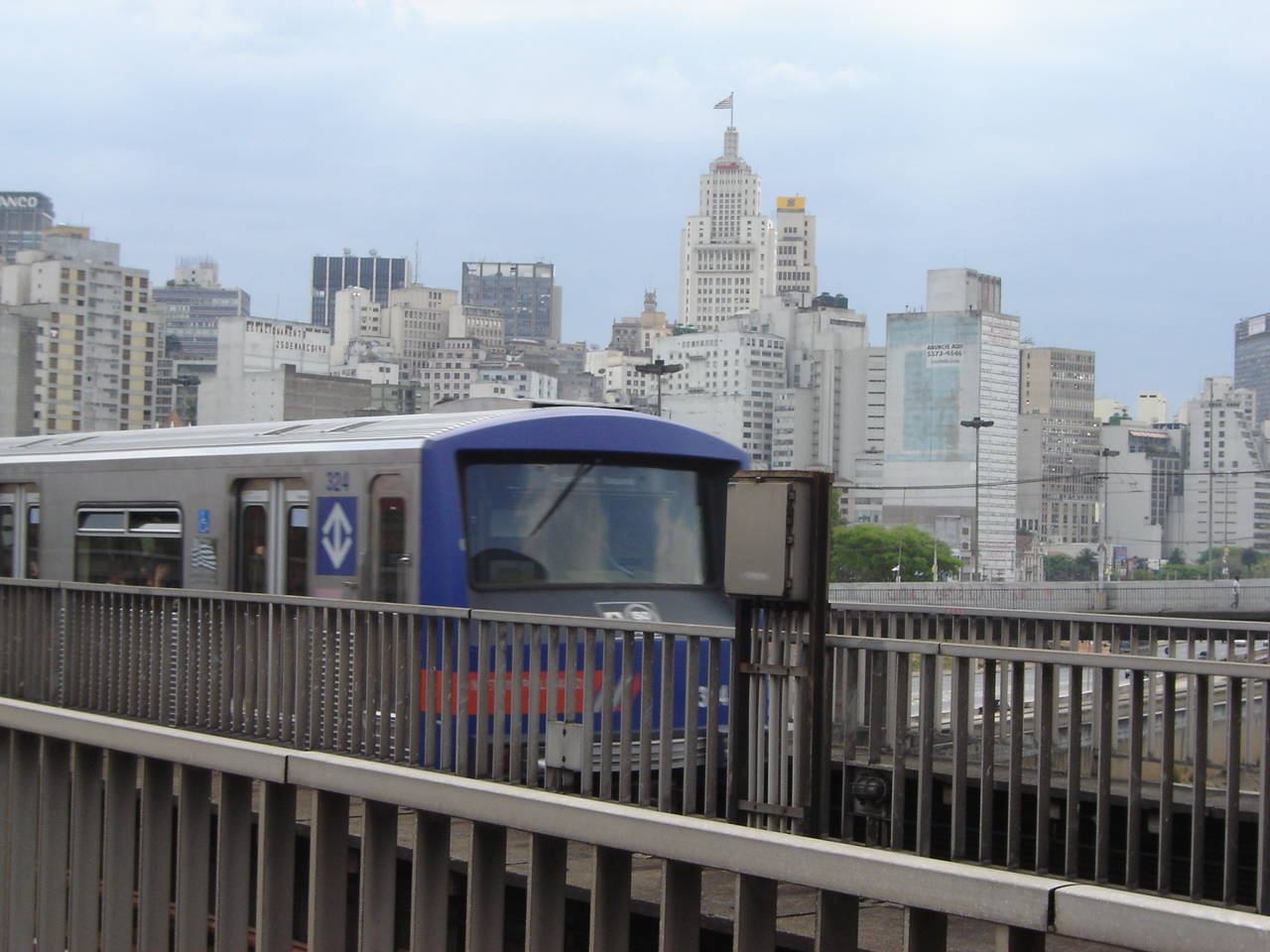
Uno de los trenes y el Edifício del Banespa al fondo.

La aplicación de colores en la cobertura de triángulos metálicos, así como sobre el tejado frontal resultó en un fuerte elemento de identificación para las estaciones, transformándolos en importantes puntos de referencia en el paisaje urbano. La implementación de terminales multimodales, como la Terminal Multimodal Palmeiras-Barra Funda, donde los trenes metropolitanos, así como las líneas de ómnibus municipales, intermunicipales e interestaduales se conectan con la red de metro, consolidando así su papel de estructurar el transporte colectivo de diferentes maneras. Esta implementación también consideró la política de descentralización para las terminales de carreteras, propuesta por la Prefeitura de São Paulo en 1977.
En la 5.ª Bienal Internacional de Arquitectura de Buenos Aires, los arquitectos del Metro recibieron el "Premio Especial del Jurado" para el conjunto de proyectos arquitectónicos de la Compañía Paulista de Trenes Metropolitanos. De todos los proyectos de la Línea 3-Roja fueron premiados los siguientes: Estación Barra Funda (Arq. Roberto MacFadden); Estación Marechal Deodoro (Arq. Roberto MacFadden); Estación Sé (Arq. João Paulo y Roberto MacFadden); Estación Pedro II (Arq. Meire Gonçalves Selli); Estación Artur Alvim (Arq. Katumi Sawada) y la Estación Corinthians-Itaquera (Arq. Meire Gonçalves Selli y Renato Viégas). El proyecto de la Estación Trianon-Masp de la Línea 2-Verde de los arquitectos Roberto Mac Fadden, Renato Viégas y Hote Eduardo; la Estación Parada Inglesa de la Línea 1-Azul del Arq. Francisco Hideu Nunomura y la Estación Incor de la Línea 4-Amarilla, por el Arq. Alfredo Nery Filho también fueron premiadas.

### Línea 4 - Amarilla

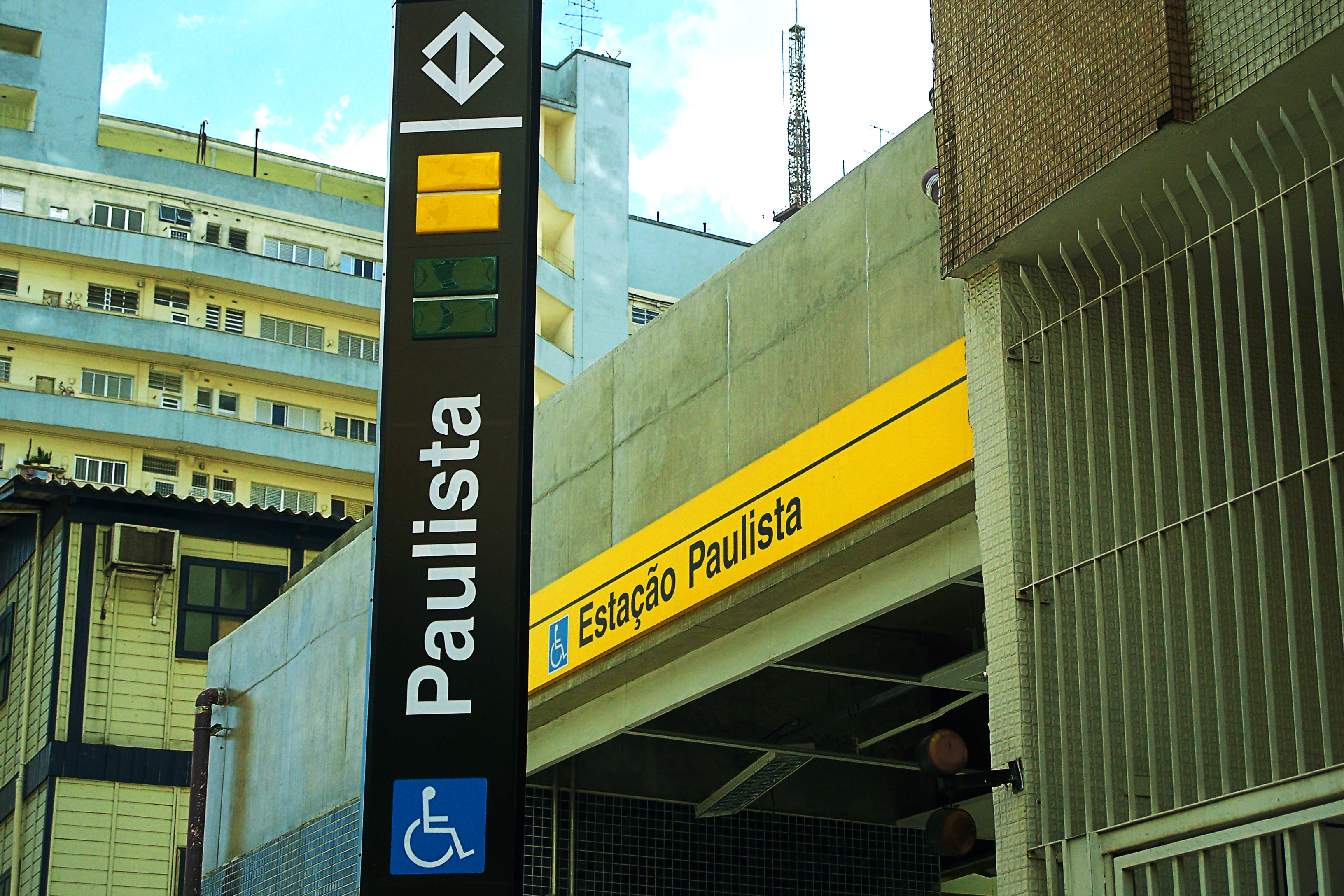
Estación Paulista.

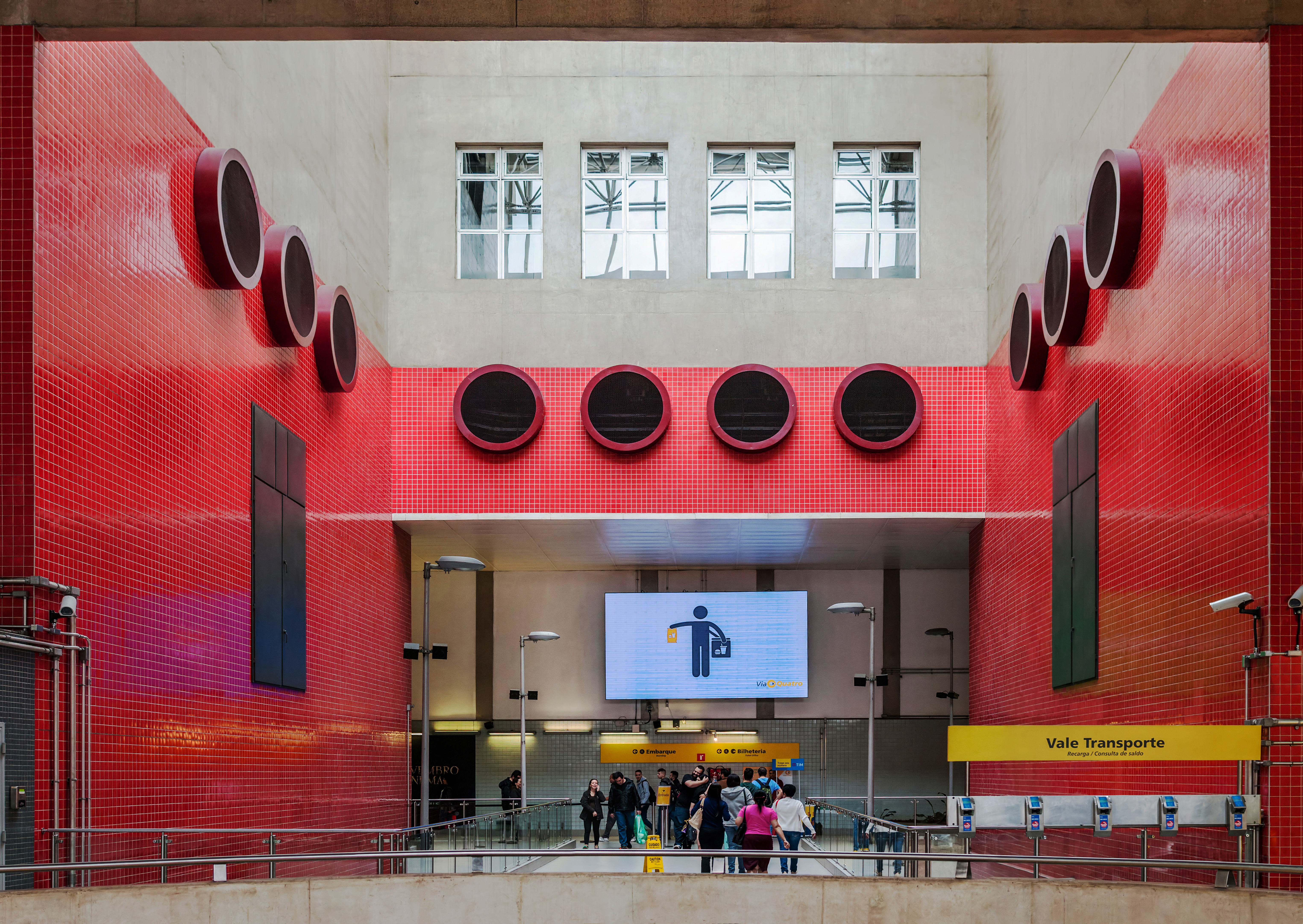
Interior de la Estación Paulista.

Inaugurada en 2010, fue la primera línea de metro en América Latina en utilizar trenes sin conductor, siendo además la primera de la red de São Paulo operada por una empresa privada. 
Las hipótesis que guiaron el diseño de la Línea 2-Verde y de las estaciones de metro de la Línea 3-Roja también se han aplicado a los proyectos de las estaciones en la Línea 4-Amarilla, que reafirma la exactitud de los conceptos elegidos, la plena utilización de los espacios generados por los métodos de construcción podría ser optimizado. El alineamiento de la Línea 4-Amarilla es totalmente subterránea, desde la Estación Luz hasta Vila Sonia, y constituyó en un medio de integración con las líneas de metro existentes y la Línea 9 de CPTM. La Línea 4-Amarilla se conecta con la Línea 1-Azul, Estación Luz, con la Línea 3-Roja en la Estación República, y con la Línea 2-Verde en la Estación Consolação y con la Línea 9 de CPTM en la Estación Pinheiros sobre la margen este del Río Pinheiros. Como esta línea es ejecutada en las principales avenidas de la ciudad (Ipiranga, Consolação, Rebouças y Francisco Morato) y también cruza bajo el Río Pinheiros, su alineamiento presenta una interferencia importante en el complejo urbano, lo que determinó la elección de los métodos de construcción aplicados a las estaciones y vías en túneles y bajo tierra. Se prestó especial atención a la definición de las áreas de expropiación con el fin de reducir los costos sociales y financieros.

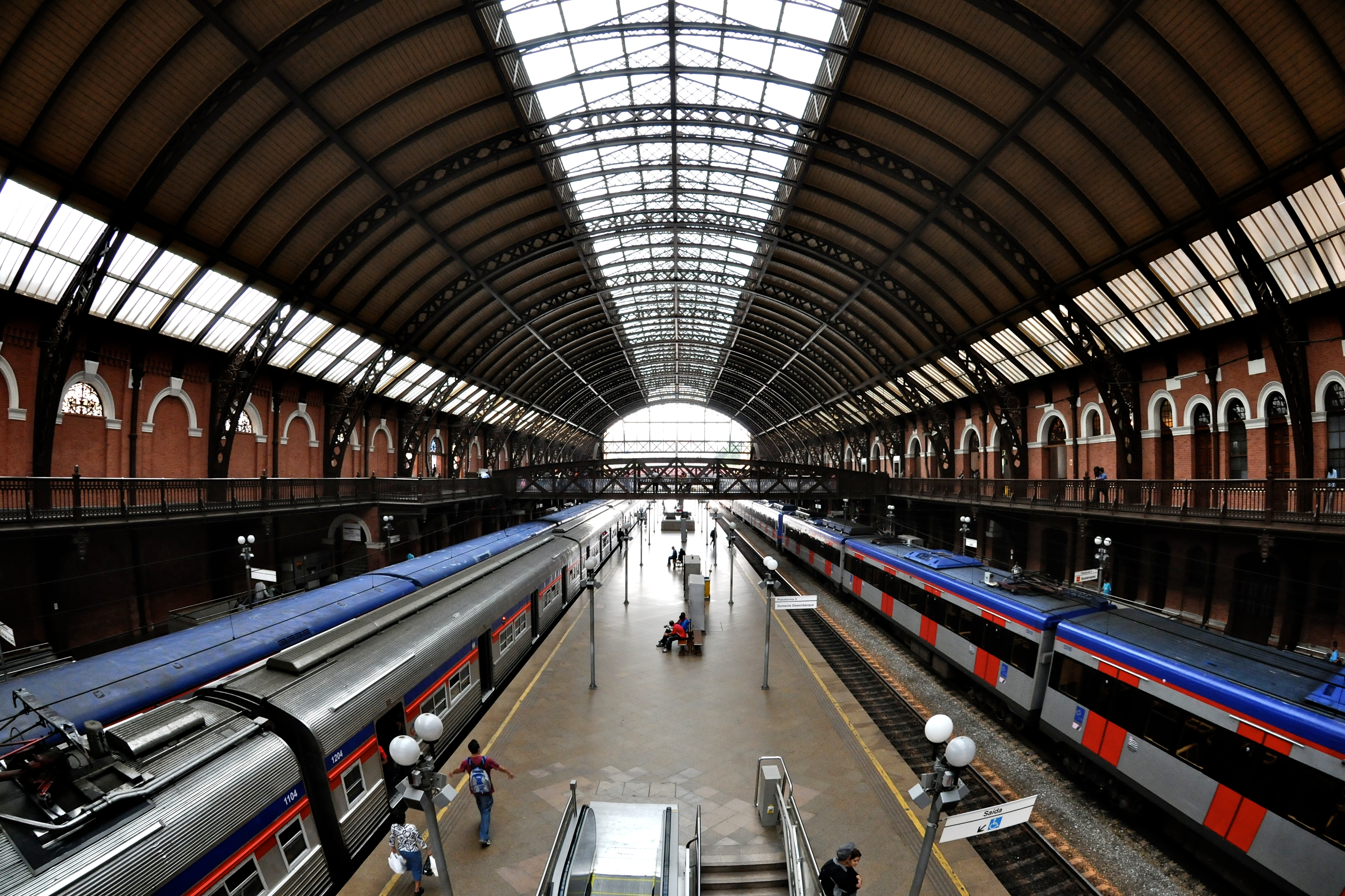
Estación Luz.

Los métodos utilizados para la construcción de las estaciones de la Línea 4-Amarilla fueron dos: cut-and-cover y NATM (New Austrian Tunneling Method). Los conceptos aplicados para los proyectos de las estaciones de la Línea 2-Verde también fueron aplicados para los proyectos de la Línea 4-Amarilla, minimizando los impactos ambientales y urbanos en las regiones afectadas, y sacando el mayor provecho posible de los espacios resultantes del proceso de construcción aprobado, especialmente en los trabajos iniciales en la construcción. Uno de los principios que rumbearon la concepción arquitectónica de seis de las diez estaciones de la Línea 4-Amarilla fue la utilización de uno o dos ejes verticales para iniciar la estación funcionando como una base para el método de construcción. Cuando estos pozos están localizados al lado de las plataformas, su localización permite la excavación del cuerpo de la estación entera a través de un túnel de unión. Cuando estos están localizados en las plataformas, la excavación del cuerpo de la estación es ejecutada a partir del propio eje. Después de terminado el proceso de excavación, los ejes de inicio serán usados como unión entre los espacios de las plataformas con la superficie. Como espacios de unión, estos ejes incluirán escaleras mecánicas, escaleras y ascensores, además de las conductas necesarias para el sistema de red y para el pasaje de cables eléctricos para los sistemas mecánicos. Además, estos permiten la ventilación natural de los espacios subterráneos de las estaciones.

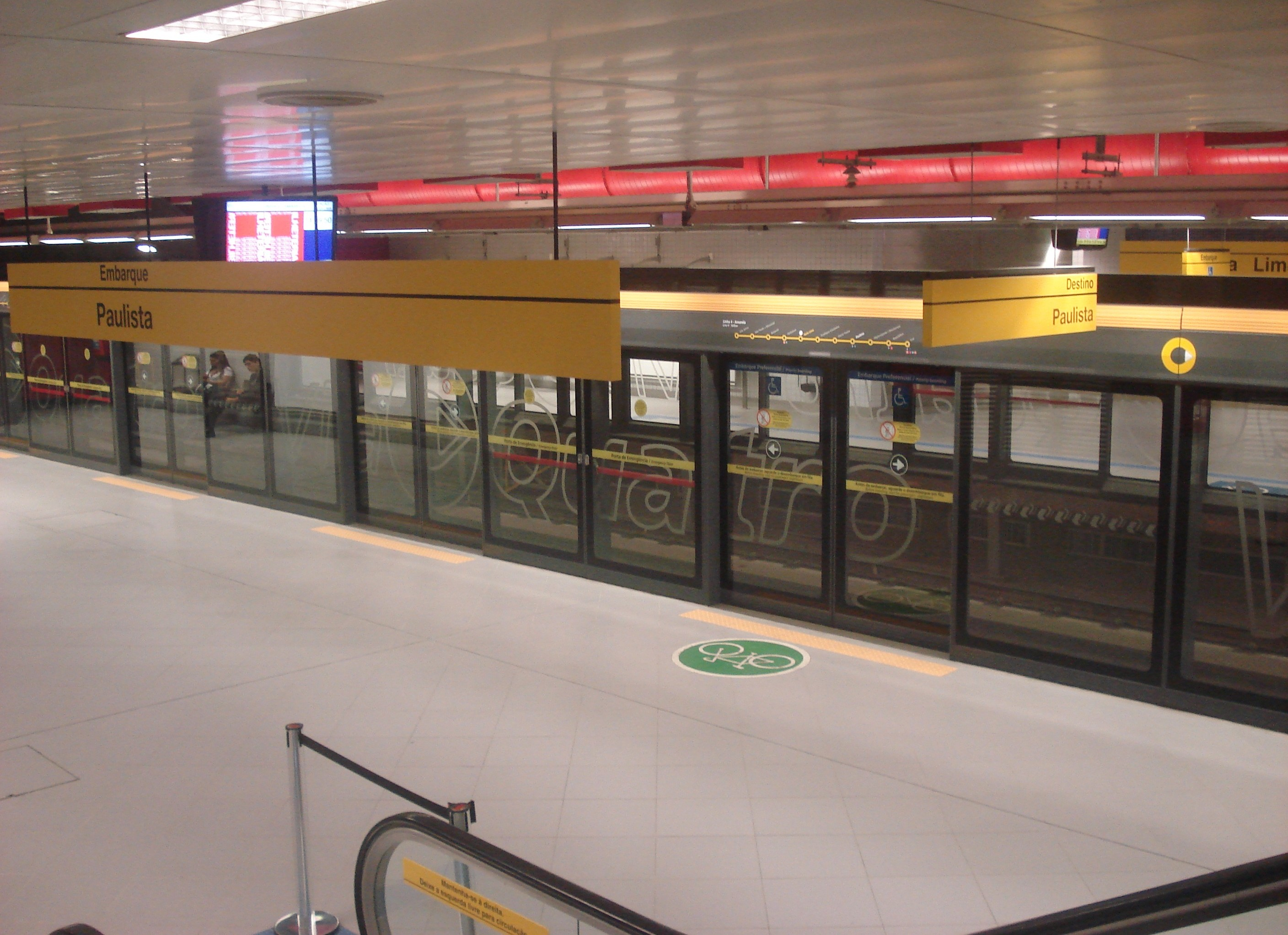
Estación Faria Lima.

Considerando la localización, el pasaje de las avenidas Ipiranga y São Luiz y el método de construcción utilizado en trinchera (abierto), las mismas condiciones de circulación de peatones encontrados en el nivel de la superficie, fueron reproducidos en el concepto de la Línea 4-Amarilla de Estación República. Así, una entrada en cada canto fue proyectada, con el fin de permitir el pasaje por debajo de las avenidas, creando condiciones de circulación resguardadas y seguras para los usuarios del Metro y peatones. Otra orientación para los proyectos fue el de proporcionar aberturas entre los diversos niveles de la estación, permitiendo una visión general de las áreas de circulación y los espacios creados por los propios usuarios. El resultado puede ser visto especialmente en la Estación República, donde el primer nivel subterráneo de billeterias (y sala de acceso) funciona como una "galería subterránea", como otra que existe en el área del centro original de São Paulo. Otro resultado interesante asociado al concepto de ventilación natural puede ser encontrado en esta estación, donde el proporcionado de redes a nivel de superficie fue incorporado a la reconstrucción del cantero central de la Avenida Ipiranga, reconstituir la configuración original de la avenida.

### Línea 5 - Lila

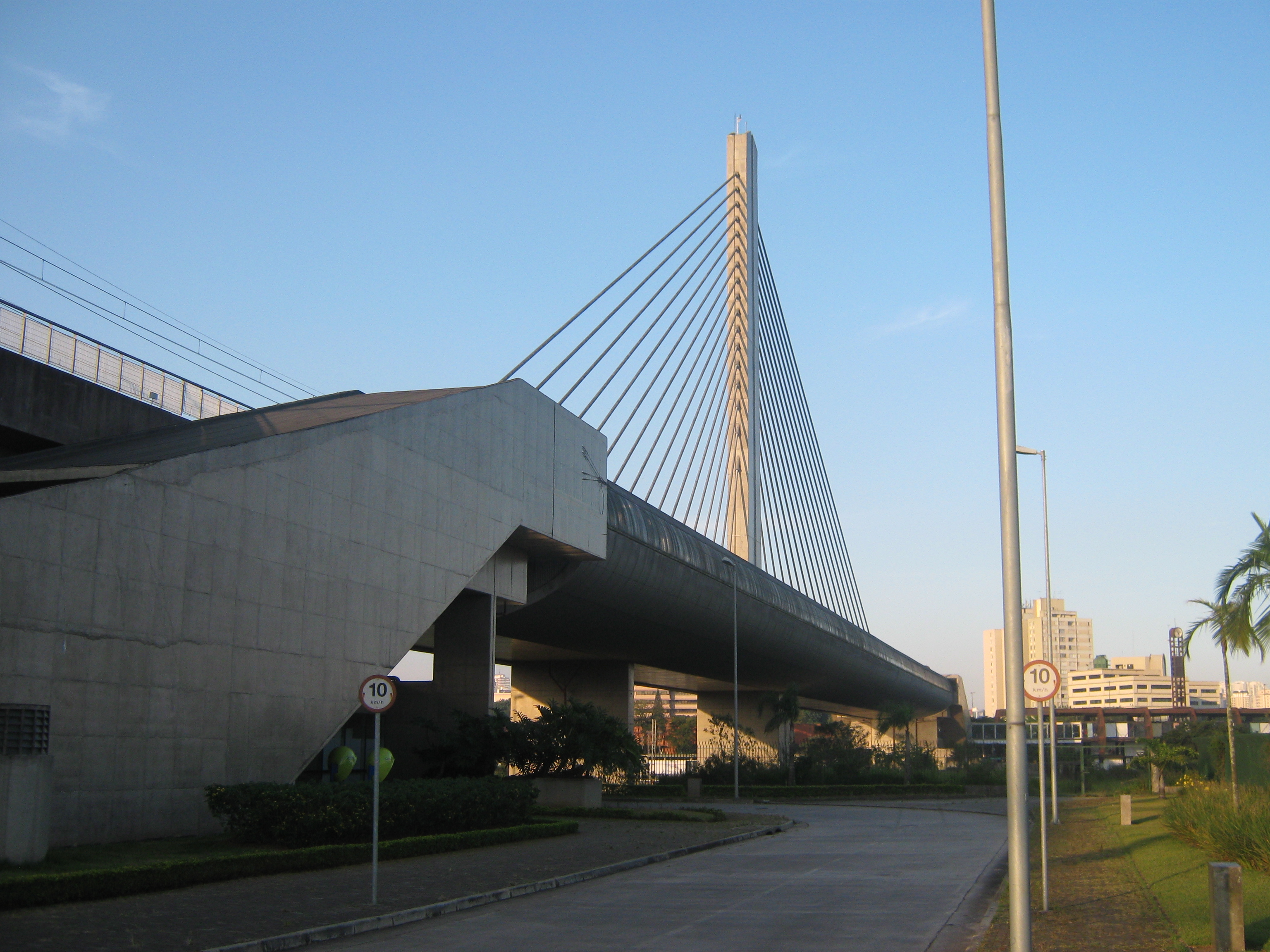
Estación Santo Amaro.

Esta línea atiende una de las zonas más necesitadas de la Región Metropolitana de São Paulo, que abarca los distritos de Capão Redondo, Capela do Socorro, Campo Limpo, Grajaú, Piraporinha, extremo de Santo Amaro y sus alrededores, así como ciudades cercanas, como Embu Taboão da Serra e Itapecerica da Serra. Ocupaciones recientes y un proceso de crecimiento de la población caracteriza a toda esta región. La misma tiene el perfil de una ciudad dormitorio, en parte debido al aislamiento geográfico. La Compañía Paulista de Trenes Metropolitanos (CPTM), con financiación del Gobierno del Estado de São Paulo y del Banco Interamericano de Desarrollo (BID), realizó la construcción del tramo de la Línea 5-Lila, que conecta el distrito de Capão Redondo con el Largo 13 de maio.

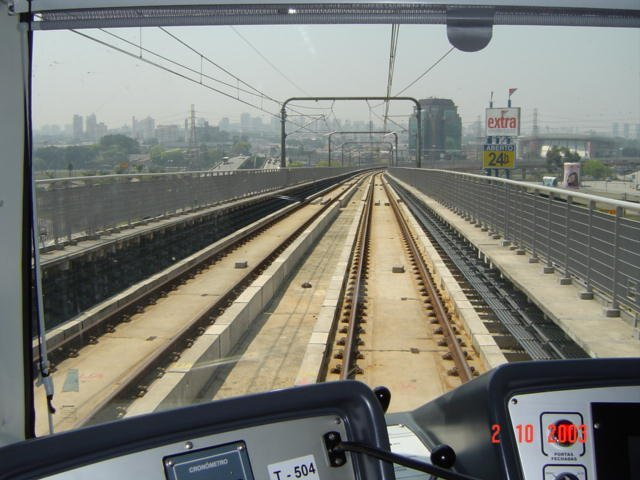
Interior de uno de los trenes de la línea 5-Lila.

La planificación ambiental aprobado para la construcción de la Línea 5-Lila había planeado y llevado a cabo el reasentamiento de 400 familias que fueron, al principio, alojadas en un campo formado por viviendas prefabricadas, mientras que un plan era preparado por su traslado para viviendas permanentes. Por lo tanto, un área de cerca de 55 mil metros cuadrados fue desapropiada, gracias a un convenio con la Companhia de Desenvolvimento Habitacional e Urbano de São Paulo (CDHU), un conjunto residencial fue construido para las familias. Las obras civiles fundamentales se iniciaron en 1998 y consistía en la aplicación de 7 km de elevado, 1 km de manera superficial y 850 metros de medio metro de elevación, además de construir un patio con 550 metros de senderos para el mantenimiento de los trenes y maniobras en Capão Redondo. En esta sección se cuenta con seis estaciones: Capão Redondo, Campo Limpo, Vila das Belezas, Giovanni Gronchi, Santo Amaro y Largo Treze. Con excepción de Vila das Belezas, otra de las características de las estaciones era la integración con los terminales de las líneas de autobuses urbanos. El patio de maniobras Capão Redondo tiene una superficie de 75 mil metros cuadrados e incluye el Centro de Control Operacional (CCO) que controla la línea, la seguridad y la circulación de los trenes y controla el suministro de energía del sistema de la Línea 5-Lila, así como de pasajeros. El CCO tiene paneles retroalimentados, un sistema abierto de red de puestos de "trabajo" y gestión de operaciones y administración integrados. Los datos, voz y transmisión de imágenes son tomadas por fibra óptica.
La Estación Santo Amaro ubicada sobre el Río Pinheiros fue el primer puente "tie-rod" que se construía en Brasil. El puente es de 220 metros de longitud y la plataforma principal es de 122 metros de largo. Los tirantes están, anclados a 64 metros en un solo pilar elevado apoyado a la plataforma de hormigón pre-reforzado. Después de un proceso de licitación internacional realizado a mediados del 2000, el Consorcio SiStrem fue seleccionado como el proveedor en régimen "turn-key", de sistemas y equipamiento para Capão Redondo - Largo Treze. El Consorcio SiStrem que está dirigido por Alstom, tiene como miembros a Siemens, Balfour Beatty, Bombardier y CAF. Además de la gestión técnica de todo el proyecto, el 49% de la totalidad del contrato, correspondiente a la integración de sistemas y el suministro de ocho trenes de seis vagones, construidos en acero inoxidable austenítico, el sistema de señalización, de control central y el funcionamiento de los aparatos eléctricos y la mecánica durante varias temporadas, fue responsabilidad de Alstom a través de sus fábricas en Brasil y Francia.

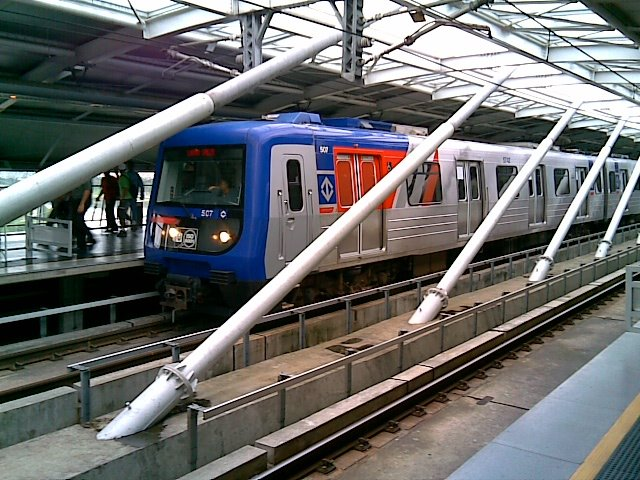
Tren Alstom.

Como complemento de la prestación, Siemens proporcionó el equipamiento para el suministro de alta y media tensión para los trenes e inversores auxiliares, ambos construidos en sus plantas de Brasil y Alemania. Balfour Beatty de Brasil proporcionó los rectificadores, subestaciones auxiliares y líneas aéreas. Bombardier suministró los equipos de señalización del sistema y de montaje. La CAF, de España, fue la responsable del montaje de los coches y de enganches para los mismos. El 5 de febrero de 2002 se firmó un convenio entre el Metro (Metro de Sao Paulo) y CPTM donde el Metro de São Paulo asumió la responsabilidad de operación y mantenimiento de la nueva línea. El primero de un total de ocho trenes que componen la flota de la Línea 5 - Lila, fue emitido el 14 de febrero de 2002. Los nuevos trenes tienen tecnología de punta y la funcionalidad de algunos dispositivos que eran desconocidos en el transporte férreo Brasileño. Las más notables son el ancho de vía estándar internacional de 1435 metros y la presencia de motores de tracción en todos los vagones. Estos motores son más ligeros y más compactos, lo que permite una suave aceleración y frenado. La operación comercial del tramo Capão Redondo - Largo Treze de la Línea 5-Lila comenzó el 20 de octubre de 2002, ampliando la red de ferrocarril metropolitano en la ocasión de 57,6 kilómetros y 52 estaciones.

### Línea 15 - Plata

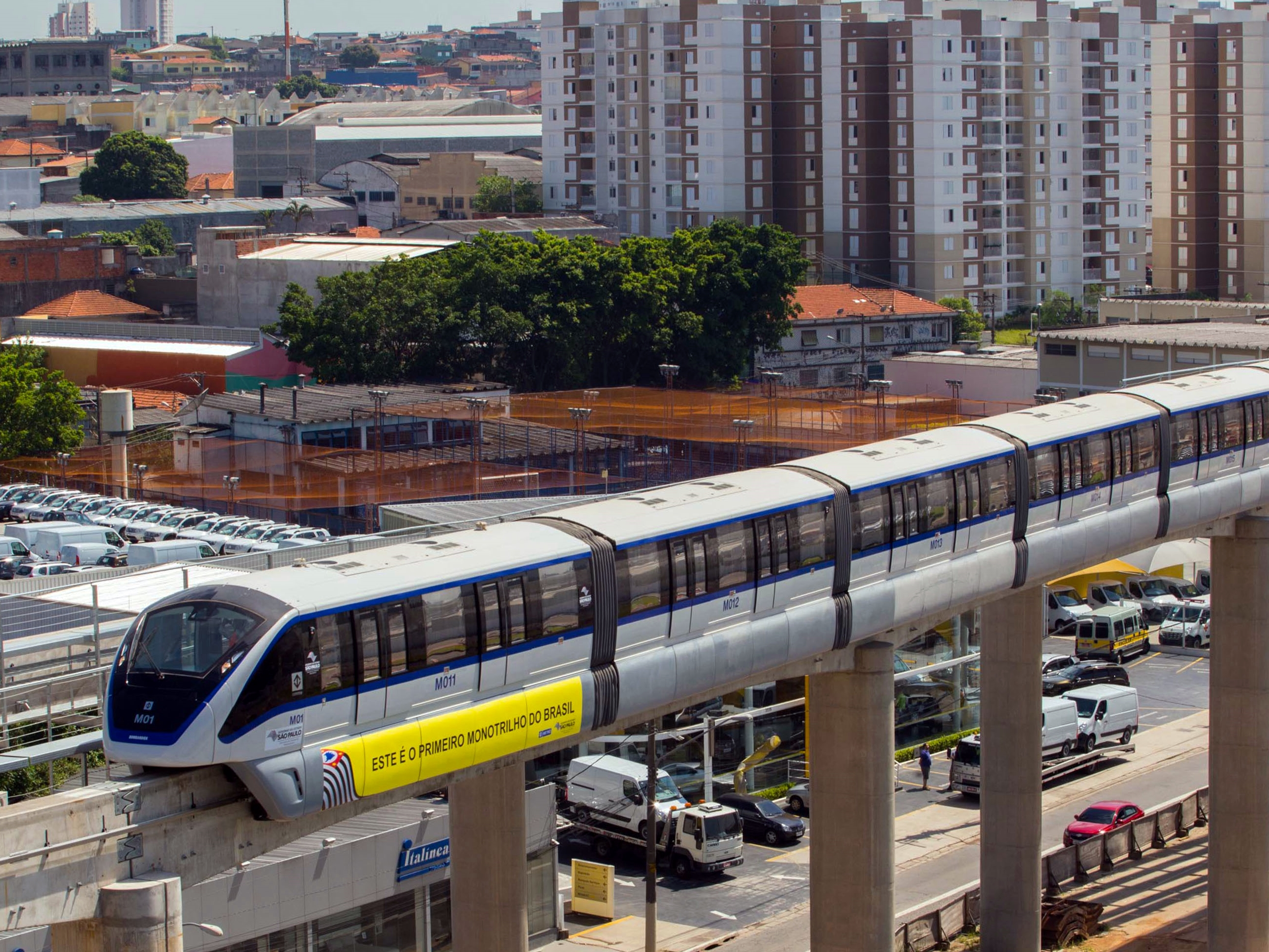
Tren M01 de la Línea 15 - Plata.

La Línea 15-Plata es una línea de metro completamente automatizada operada con trenes monorriel. Es la sexta línea del Metro, con actualmente 14,6 kilómetros de extensión y 11 estaciones. Cuando esté completamente lista, tendrá 26,6 kilómetros de extensión y 18 estaciones y conectará los distritos de Vila Prudente y Cidade Tiradentes, a través de los barrios de Parque São Lucas, Sapopemba y São Mateus, entre otros. Con un costo total de R$ 5,2 billones de reales, atenderá una demanda estimada en 400 mil pasajeros por día e integrará los terminales de autobuses de Vila Prudente, Sapopemba y São Mateus. El primer tramo, entre las estaciones Vila Prudente y Oratorio, fue inaugurado el 30 de agosto de 2014. Es la primera línea de monorriel de gran capacidad del mundo utilizando los trenes Bombardier INNOVIA.
La línea se hizo necesaria porque el crecimiento de la Zona Este de São Paulo traería complicaciones a las Líneas 3 y 11. Siendo la principal línea de metro de la región, acabaría por recibir la mayor parte de la demanda de pasajeros de la Zona Este, lo que contribuyó para que esta línea se tornara superpoblada, recibiendo el título de línea más llena del mundo en 2011.
Para atender a la demanda de esa región, en 2005 sería revisado el proyecto de corredor de buses, el proyecto Fura Fila. Transformado en Expreso Tiradentes, sería un corredor de autobuses que conectaría la ciudad de Tiradentes con el Parque Dom Pedro II, a través de las avenidas del Estado, Luis Inácio de Anhaia Melo, Sapopemba, Ragueb Chofi, Iguatemi Road y Avenida de los Metalúrgicos. Después de su primer tramo concluido entre el Parque Dom Pedro II y la Vila Prudente, la Municipalidad decidió, en 2009, sustituir el proyecto del corredor en el siguiente tramo por un proyecto de sistema monorriel a ser implantado por el estado. Esta sustitución fue motivada por la gran demanda de pasajeros existente en el eje de implantación del sistema (estimado en cerca de quinientos mil pasajeros por día), que no conseguía ser atendida con el corredor de autobús propuesto.

## Datos operativos actuales

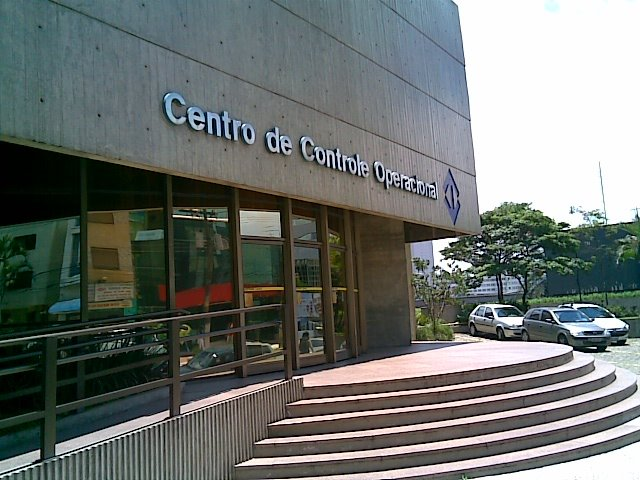
Centro de Control Operativo (CCO), entre las estaciones Paraíso (PSO) y Vergueiro (VGO) de la Línea 1-Azul.

El Metro de São Paulo tiene 104,4 kilómetros de extensión en seis líneas y 91 estaciones, siendo el sistema de metro más largo en Brasil. Con seis líneas (dos de ellas actualmente en obras de expansión y más 2 nuevas en construcción), la red se complementa con una red de trenes metropolitanos de 273 kilómetros, divididos en siete líneas, formando una sola red de transporte metropolitano con una extensión total de 377km, la más larga de Latinoamérica.
El sistema se integra con la Compañía de Trenes Metropolitanos de São Paulo en las estaciones Brás, Palmeiras-Barra Funda, Tatuapé, Corinthians-Itaquera, Luz, Pinheiros, Santo Amaro y Tamanduateí. También se integra con las estaciones de autobuses Terminal Jabaquara, Portuguesa-Tietê y Palmeiras-Barra Funda..
Diariamente el metro transporta más de cuatro millones y medio de pasajeros en promedio, siendo dos millones de entradas en el sistema y el resto integraciones gratuitas con la Compañía de Trenes Metropolitanos de São Paulo y pagos a través del sistema de autobuses municipales.
Considerado uno de los más modernos y más limpios del mundo, el Metro de São Paulo se encuentra en 12.ª posición en número de pasajeros transportados por año, con 1,494 billones. Su récord fue 5 500 000 de pasajeros en un solo día el 14 de noviembre de 2019. El intervalo entre trenes (headway) del metro, en la actualidad es de 99 segundos, es el tercero más bajo del mundo.

## Tecnología y Trenes

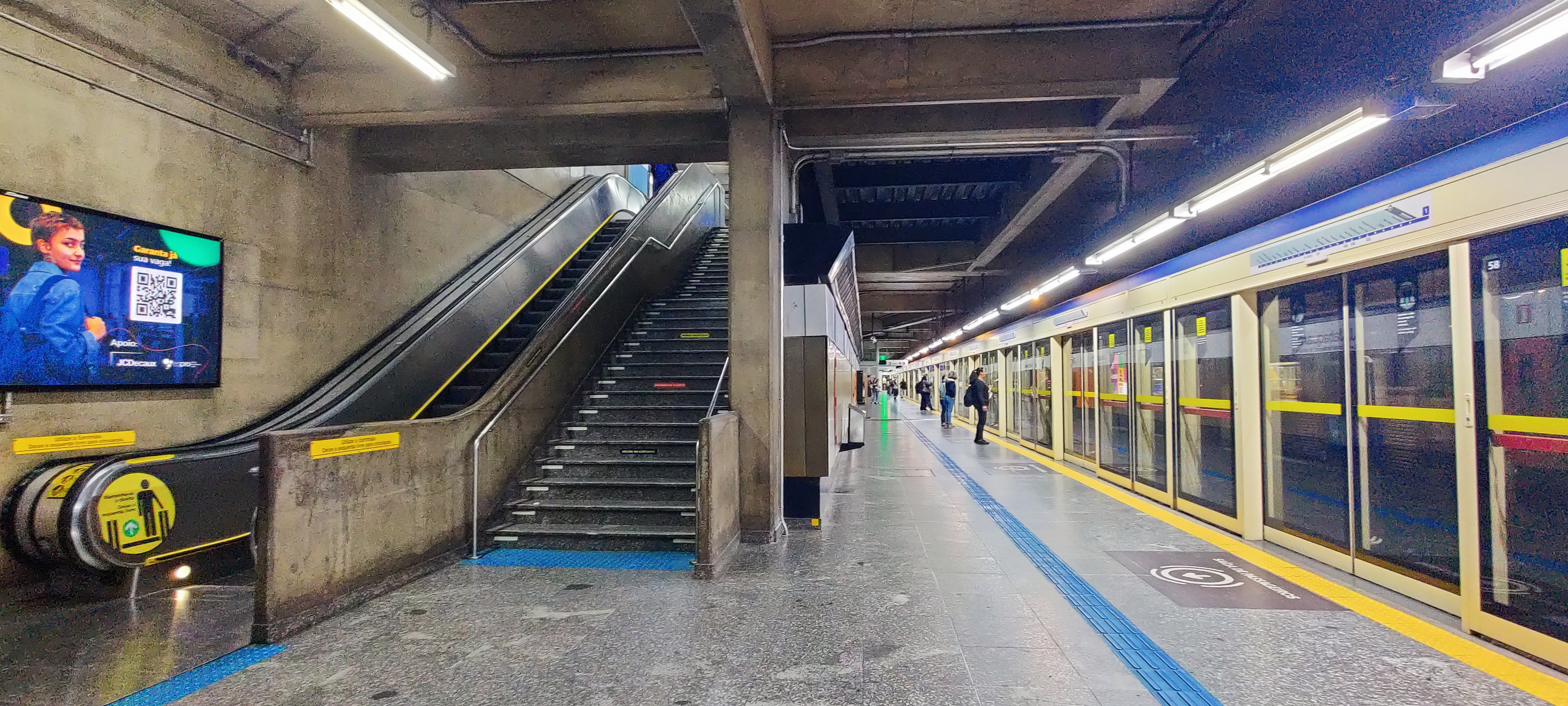
Estación Jabaquara, inaugurada en 1974 y modernizada en 2022

El Metro de São Paulo ha estado a la vanguardia tecnológica no solo en América Latina, sino también a nivel mundial, desde la concepción de su primera línea en la década de 1960. En 1971, el Metro de São Paulo seleccionó a la empresa estadounidense Westinghouse Electric Corporation (WELCO) para instalar el sistema ATO (Automatic Train Operation), que proporciona señalización y control de trenes completamente automatizado. Este sistema también era utilizado por el Metro de San Francisco, el BART, que en ese momento era considerado el sistema de metro más moderno del mundo.
El sistema ATO implementado por el Metro de São Paulo desde su primera línea permitía la operación completamente automática de los trenes, incluyendo la seguridad del movimiento de los trenes y la activación de las puertas. Al operador del tren solo le correspondía actuar en caso de anormalidades, anunciar la próxima estación a través del sistema de megafonía y monitorizar la operación en las estaciones para evitar accidentes con los usuarios.
En 2008, el Metro de São Paulo seleccionó a la empresa Alstom Brasil para instalar el moderno sistema CBTC (Control de trenes basado en comunicación) en todas las líneas en operación. La primera en tener este sistema funcionando fue la Línea 2 - Verde, que no solo fue la primera línea de metro en São Paulo en operar con dicho sistema, sino también la primera en toda América Latina. Cuando la estación Sacomã fue inaugurada en 2010, esta línea fue considerada la más moderna de todo el Continente Americano, siendo la primera en contar con puertas de andén.
Poco tiempo después, el Metro de São Paulo inauguró la Línea 4 - Amarilla, la primera línea en operar con trenes sin conductor, y renovó una vez más el título de metro más moderno de América Latina.
En 2022, los trenes operan en la línea 3 con señalización ATO, sin embargo, este ramal ya está siendo modernizado a CBTC, mientras que las líneas 1, 2, 4, 5 y 15 ya operan con este sistema, siendo las 4 y 15 sin conductor (UTO).

## Integraciones

Mapa de la Red Metropolitana de Transportes de São Paulo

La red de Metro está totalmente integrada a las líneas de la Compañía Paulista de Trenes Metropolitanos (CPTM). Se ofrece transferencia gratuita en las estaciones Brás, Luz, Palmeiras-Barra Funda, Santo Amaro, Tamanduateí y Pinheiros. Son más de 380 kilómetros de vías férreas con una tarifa única.
Existe también la integración con autobuses de la ciudad de Sao Paulo (por billete electrónico), bajo la responsabilidad de SPTrans, a través del Bilhete Único. Con la integración, es posible viajar en autobús desde SPTrans e integrar con el tren con una tarifa reducida.
Fue firmado un protocolo de intenciones, para integrar también vía billete electrónico, la red CPTM con el EMTU-SP, a través del Cartão BOM.
En conjunto, el Metro, CPTM, y SPTrans y la EMTU-SP constituyen el Sistema de Transporte en la Grande São Paulo, y poseen un papel fundamental en la movilidad urbana para los ciudadanos de la región metropolitana más poblada de Sudamérica.

## Conversión de líneas metropolitanas para Metro de superficie

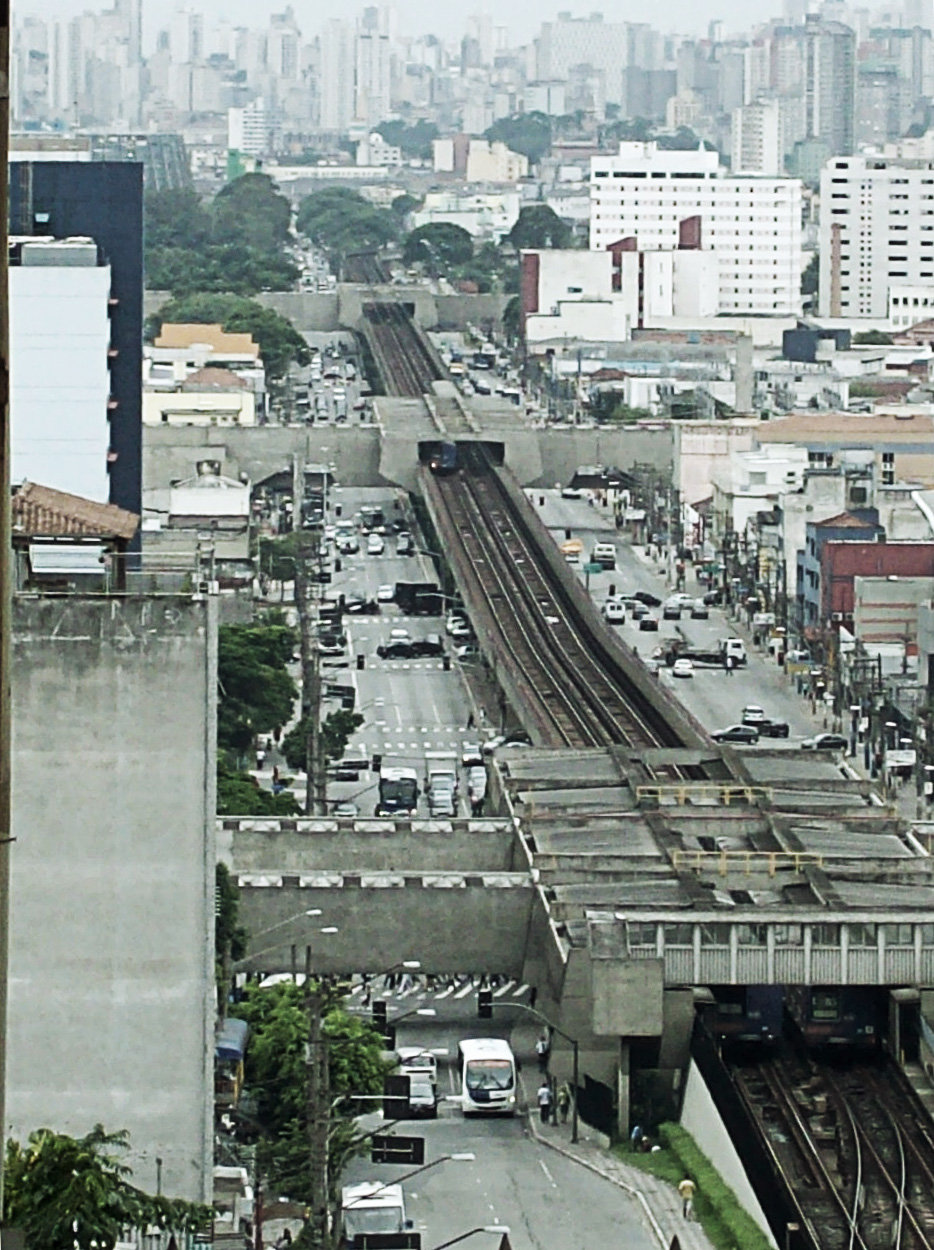
Metro en línea elevada, visto en el distrito de Santana.

El proyecto de convertir los antiguos trenes de cercanías (en Brasil conocidos como (en portugués: trens de subúrbio)) para metro de superficie surgió en 1974 con la gran demanda de los pasajeros y la necesidad de recuperar los antiguos trenes y unificar el servicio de metro. Con la imperiosa necesidad de recuperar las estaciones se descubre el plan de reconversión, que no es sino la modernización de las estaciones, la compra de nuevos trenes y la reducción del headway (intervalo de tiempo entre trenes) a menos de 360 segundos (seis minutos), de acuerdo a las normas internacionales para un metro.
Anteriormente, el intervalo entre trenes llegaba a 17 minutos en los horarios más demandados.
Entre finales de 1990 y principios de 2000, este proyecto de recapacitación de las líneas de la CPTM, heredadas de la Red Ferroviaria Federal y Fepasa, comenzó la conversión de las líneas suburbanas para metro superficial. Esta experiencia se inició en la Línea 11 a su paso conocido como "Expresso-Leste", que sirve a la Zona Este y corre en paralelo a la Línea 3 - Roja. La primera sección finalizada (dentro de la Capital, hasta la Estación Guaianases) empezó a funcionar el año 2000 con nuevos trenes y estaciones modernas, además de un nuevo trazado. El tramo entre la Estación Guaianases en la capital, y Estudantes en Mogi das Cruzes, que también abarca las localidades de Ferraz de Vasconcelos, Suzano y Poá, tenía la previsión de reanudar los trabajos en 2007, pero fue aplazada de nuevo, comenzando así en 2008. Desde abril de 2019 toda la línea opera con trenes modernos y sin cambio de tren en la Estación Guaianases.
Desde el año 2000 la combinación entre líneas operadas por distintas empresas es liberada sin costo adicional.
Con el objetivo de facilitar la ubicación de las paradas a lo largo de las vías y unificar todas las líneas que componen el sistema, el Metro de São Paulo y la red CPTM han adoptado números + colores para identificar las líneas. Este cambio se implementó a principios de 2008.
En la actualidad, el intervalo entre trenes es de cuatro minutos en las horas pico en las líneas 9 y 11, cinco minutos en las líneas 8 y 10, seis minutos en las líneas 7 y 12, y veinte minutos en  la línea 13 hacia el Aeropuerto Internacional de São Paulo-Guarulhos.
La modernización de las líneas logró también aumentar la velocidad de los trenes, resultando en reducción promedia de 10 minutos en el tiempo de viaje entre cabeceras. 

## Tabla del sistema
El sistema de transporte ferroviario de São Paulo es moderno, seguro, limpio y eficiente, con certificado en las normas ISO 9001, ISO 14001 e OHSAS 18001. Tiene cuatro líneas dirigidas por la Compañía del Metropolitano de São Paulo (Metrô), una administrada por la empresa privada ViaQuatro, la Línea 4 - Amarilla, concedida por treinta años, y una administrada por ViaMobilidade, la Línea 5 - Lila.
| Línea      | Terminales                                                      | Inauguración             | Largo (km) | Estaciones | Tiempo de viaje (min) | Funcionamiento (*)                                         |
| ---------- | --------------------------------------------------------------- | ------------------------ | ---------- | ---------- | --------------------- | ---------------------------------------------------------- |
| 1 Azul     | Tucuruvi ↔ Jabaquara                                            | 14 de septiembre de 1974 | 20,2       | 23         | 44                    | Diario, de 4:40 a 0:32¹ Sábados hasta la 1:00 del domingo  |
| 2 Verde    | Vila Madalena ↔ Vila Prudente                                   | 25 de enero de 1991      | 14,6       | 14         | 18                    | Diario, de 4:40 a 0:24¹ Sábados hasta la 1:00 del domingo  |
| 3 Roja     | Palmeiras-Barra Funda ↔ Corinthians-Itaquera                    | 10 de marzo de 1979      | 22         | 18         | 36                    | Diario, das 4:40 a 0:35¹ Sábados hasta la 1:00 del domingo |
| 4 Amarilla | Luz ↔ São Paulo-Morumbi                                         | 25 de mayo de 2010       | 12,8       | 11         | 12                    | Diario, de 4:40 a 0:32¹ Sábados hasta la 1:00 del domingo  |
| 5 Lila     | Capão Redondo ↔ Chácara Klabin                                  | 20 de octubre de 2002    | 19,9       | 17         | 48                    | Diario, de 4:40 a 0:30 Sábados hasta la 1:00 del domingo   |
| 6 Naranja  | São Joaquim ↔ Brasilândia                                       | 2026                     | 15,3       | 15         | 23                    | NDA                                                        |
| 15 Plata   | Vila Prudente ↔ Jardim Colonial                                 | 30 de agosto de 2014     | 14,6       | 11         | 20                    | Diario, de 4:40 a 0:30 Sábados hasta la 1:00 del domingo   |
| 17 Oro     | Estación Morumbi ↔ Washington Luís y ramal Aeropuerto Congonhas | 2026                     | 6,7        | 8          | NDA                   | NDA                                                        |

Actualmente, se encuentran en ejecución las siguientes obras de expansión:
| Línea      | Terminales                                                | Largo (km) | Estaciones | Inauguración                                              |
| ---------- | --------------------------------------------------------- | ---------- | ---------- | --------------------------------------------------------- |
| 2 Verde    | Vila Prudente ↔ Dutra                                     | +14,5      | +13        | Hacia Vila Formosa 2027 Hacia Penha 2028 Hacia Dutra 2031 |
| 4 Amarilla | Vila Sónia ↔ Taboão da Serra                              | +3,3       | +2         | 2028                                                      |
| 5 Lila     | Capão Redondo ↔ Jardim Angela                             | +4,3       | +2         | 2028                                                      |
| 15 Plata   | Jardim Colonial ↔ Jacú Pêssego + Ipiranga ↔ Vila Prudente | +4,6       | +3         | 2026                                                      |

Las siguientes líneas están actualmente en proyecto:
| Línea      | Terminales                       | Largo (km) | Estaciones | Estado                      |
| ---------- | -------------------------------- | ---------- | ---------- | --------------------------- |
| 16 Violeta | Oscar Freire ↔ Cidade Tiradentes | 32         | 25         | Firma de Contrato en 3T2026 |
| 19 Celeste | Anhangabaú ↔ Bosque Maia         | 16         | 15         | Firma de Contrato en 3T2026 |
| 20 Rosa    | Lapa ↔ Santo André               | 30         | 24         | Firma de Contrato en 3T2026 |
| 22 Marrón  | Cotia ↔ Sumaré                   | 29         | 19         | Firma de Contrato en 3T2026 |

(*) Para fines de semana, de sábado a domingo, las líneas 1, 2 y 3 cierran a la 1.
1. Las estaciones de las Líneas 1-Azul, 2-Verde y 3-Roja cierran en horas diferentes, de acuerdo a los pasajeros del último tren. O sea, mientras, por ejemplo, la estación Jabaquara cierra a las 0:06, la estación São Bento cierra a las 0:32.
2. Los números entre paréntesis muestran valores luego de la expansión prevista en las líneas 2-Verde, 4-Amarilla y 5-Lila.

Notas
1. ↑  Esto incluye los 1,245 carros reportados en febrero de 2018 por el Metro, más los 174 carros de los 29 trenes de la Línea 4-Amarela.
2. ↑  3,7 millones de pasajeros transportados por CMSP Archivado el 21 de junio de 2019 en Wayback Machine. + 800 mil pasajeros transportados por la Línea 4 - Amarilla + 600 mil pasajeros transportados por la Línea 5 - Lila.